# Iglesia de Santa María del Castillo (Torremormojón)

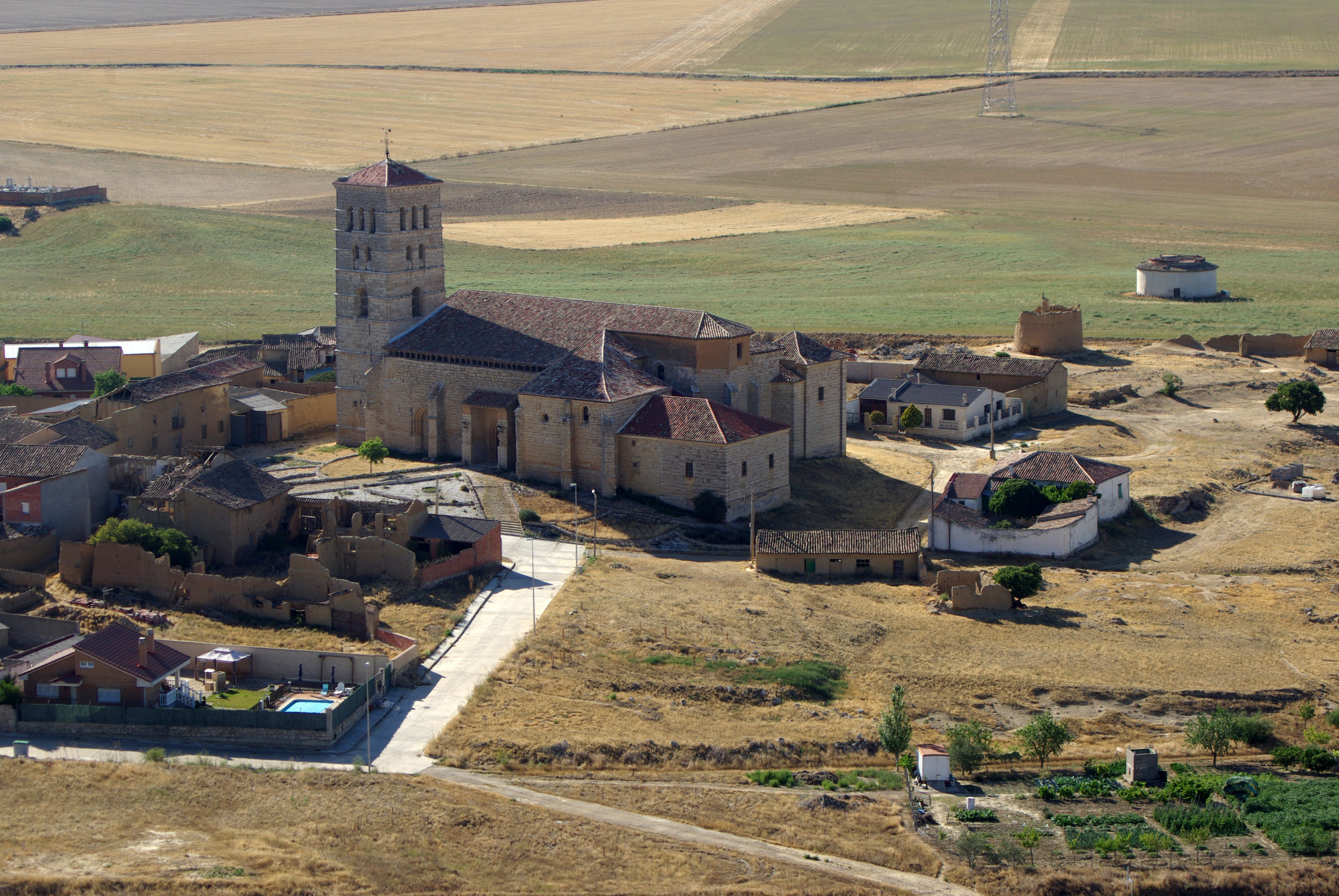
Vista del caserío de Torremormojón, destacando la iglesia de Santa María del Castillo

La iglesia de Santa María del Castillo es un templo de culto católico situado en la pequeña localidad palentina de Torremormojón, en España. Hasta los trabajos de restauración de 1986 el edificio se consideraba como obra del siglo XVI con yeserías renacentistas y otros enmascaramientos. Los estudios posteriores han demostrado que el templo se fue conformando desde la segunda mitad del siglo XII pasando por actuaciones de los siglos XIII, XIV, XV, XVI, XVII y XVIII. Tiene planta de tres naves divididas en seis tramos, con ábside poligonal de cinco lados. Destaca en su estructura la esbelta torre del románico tardío que recuerda por su aspecto las torres de la iglesia de Santa María La Antigua, en Valladolid, y la de la iglesia de Simancas. La iglesia tiene capillas interesantes con enterramientos de personajes ilustres y mecenas de la villa y un retablo mayor con esculturas excepcionales de los artistas Juan Ortiz el Viejo I, Juan de Valmaseda, Francisco Giralte y Juan de Cambray.
Fue declarada Monumento Histórico Artístico Nacional en julio de 1981.

## Descripción arquitectónica
La fábrica fue edificada con piedra caliza extraída de canteras cercanas. Fue construida y modificada a lo largo de los siglos, comenzando en el XII y terminando con el añadido de la capilla barroca del XVIII, sin contar con las últimas obras de restauración del año 1986. Se tiene conocimiento escrito de casi todas las obras realizadas, bien sobre la terminación de las partes principales bien de ampliación y reforma. 
Su planta consta de tres naves que están divididas en seis tramos. La nave central es la más antigua (de finales del siglo XII y principios del XIII) y es más ancha que las laterales; se cubre con bóveda de cañón apuntado. Su cabecera es de los primeros años del XIII, de estructura gótica; se cubrió en el siglo XIII con bóveda de tracería gótica, siendo tenentes de la villa y castillo la familia de los Téllez de Meneses. Remata con un ábside poligonal de cinco lados, protegido en su exterior por contrafuertes dispuestos en las aristas de cada lado. La separación de las naves se consigue con arcos formeros, apuntados en el lado norte y de medio punto en el lado sur. Los pilares de sustentación son prismáticos en el lado sur y compuestos, apoyados sobre podio circular, en el lado norte. A finales del siglo XIII y principios del XIV se cerraron las naves laterales con bóvedas sencillas de crucería entre los arcos fajones cuyos nervios se apoyan en ménsulas decoradas con cabezas y otras figuras. Fue entonces cuando se elevaron más los muros laterales, acondicionando una galería abierta con pies derechos que sujetan y elevan el tejado, permitiendo el aireado de las bóvedas.

Interior y exterior de la iglesia de Santa María del Castillo
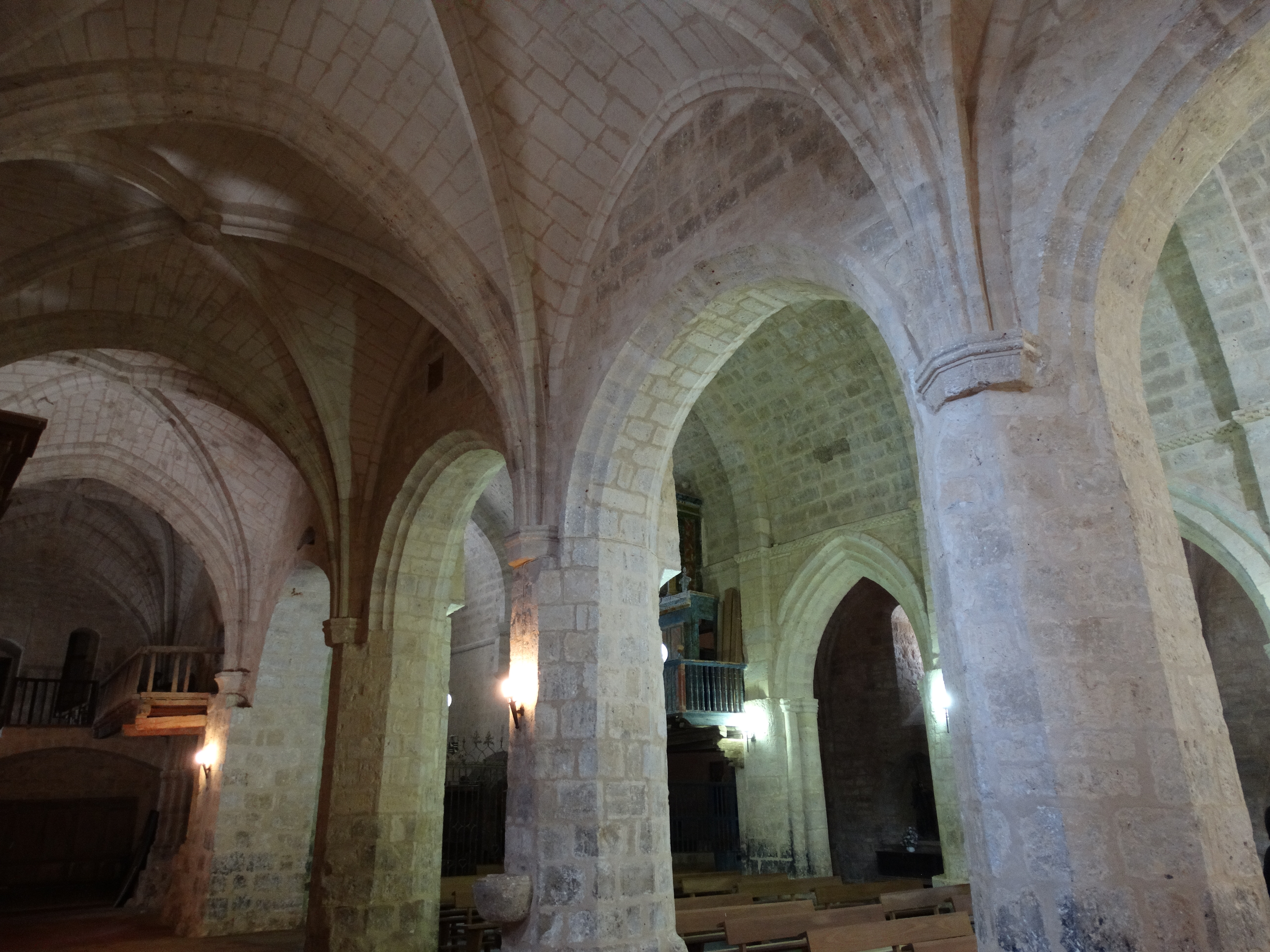
Nave lateral sur con pilares prismáticos y arcos formeros de medio punto
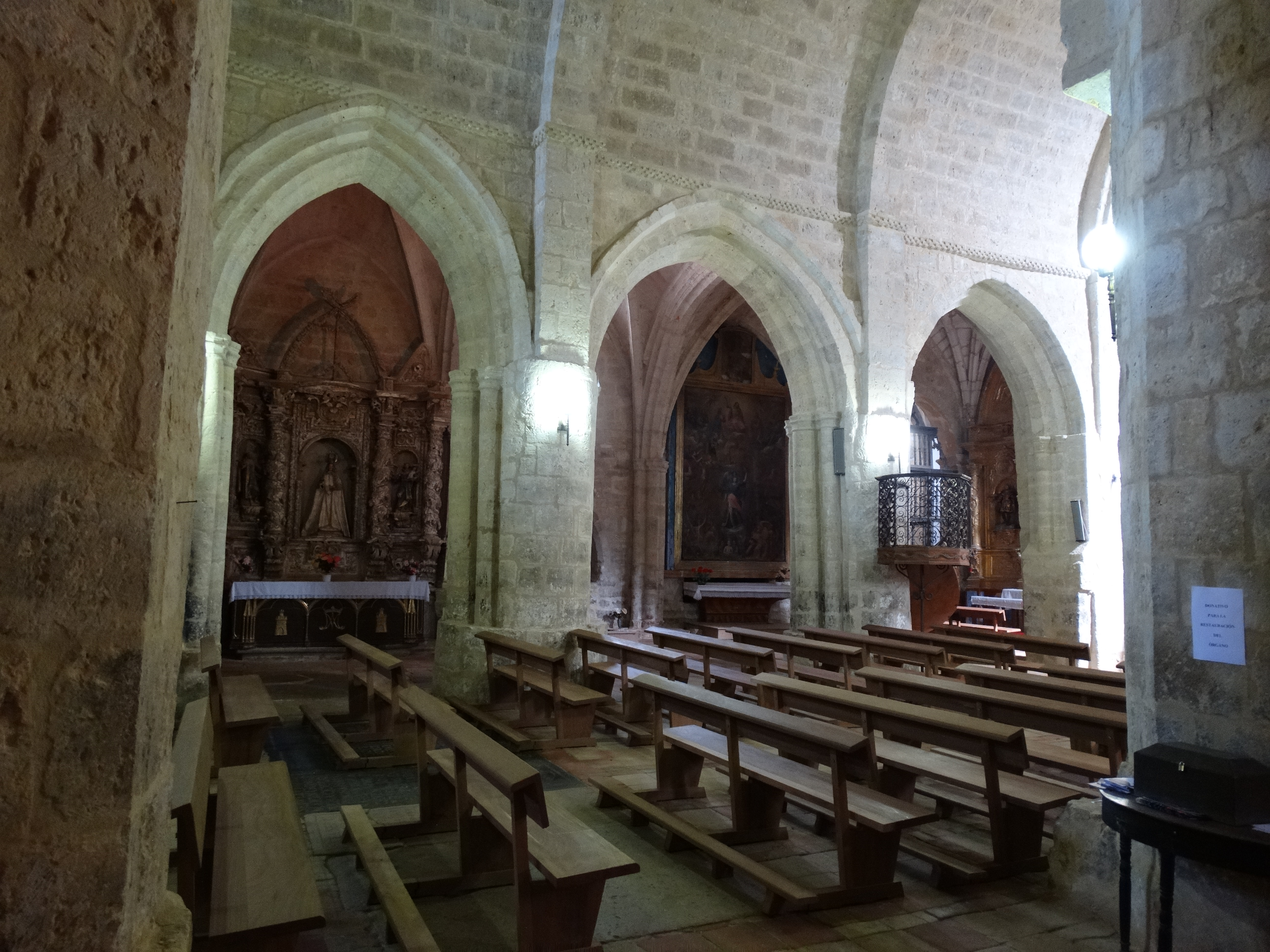
Arcos formeros en la nave lateral norte
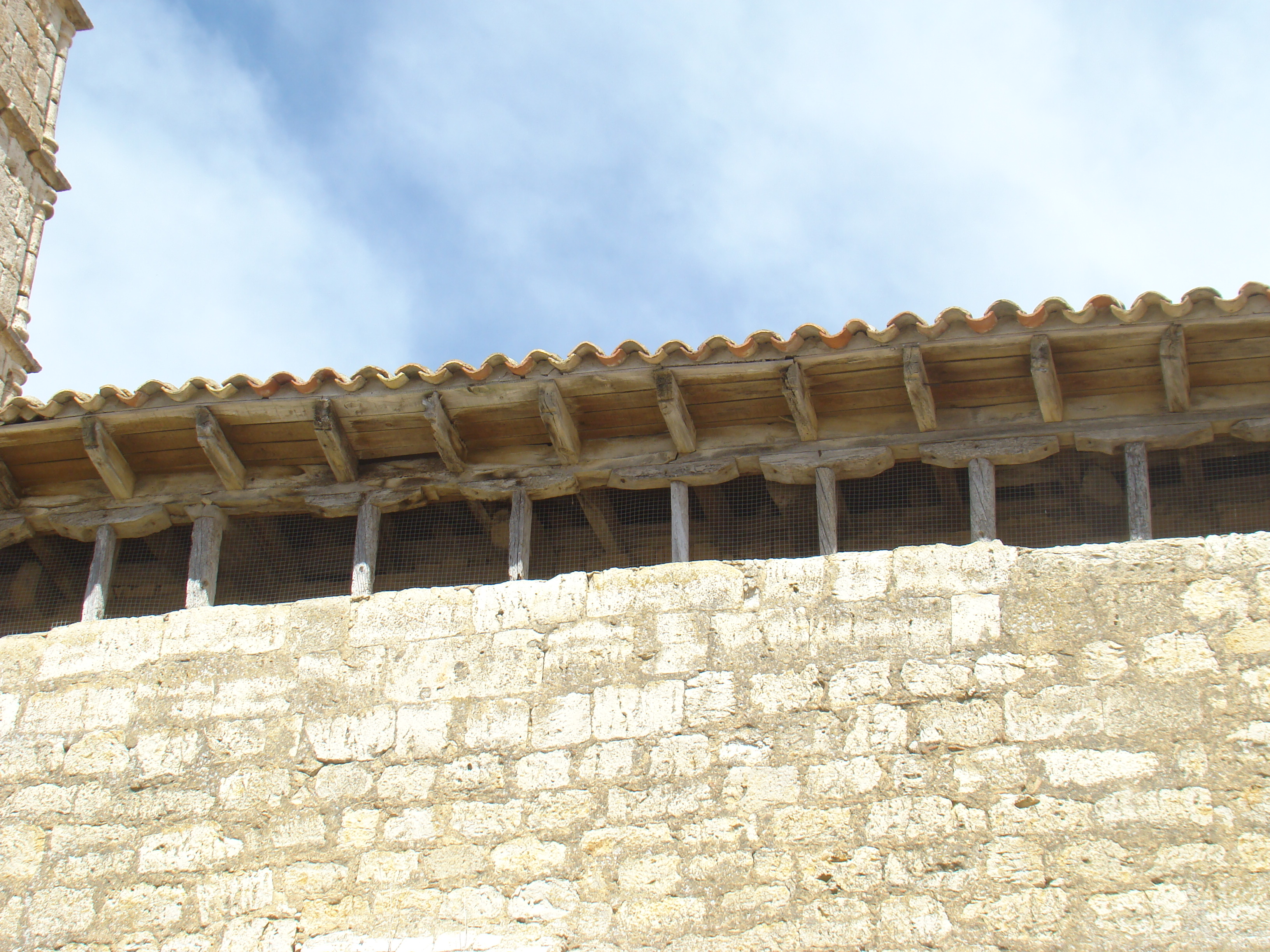
Acondicionamiento de una galería abierta, con pies derechos que sujetan el tejado y airean las bóvedas

En el siglo XIV se hicieron más añadidos y reformas: el último tramo de las naves laterales se cubrió con bóvedas con terceletes y se construyó en el lado de la Epístola la capilla de dos tramos de la familia del arcediano Ubalde.

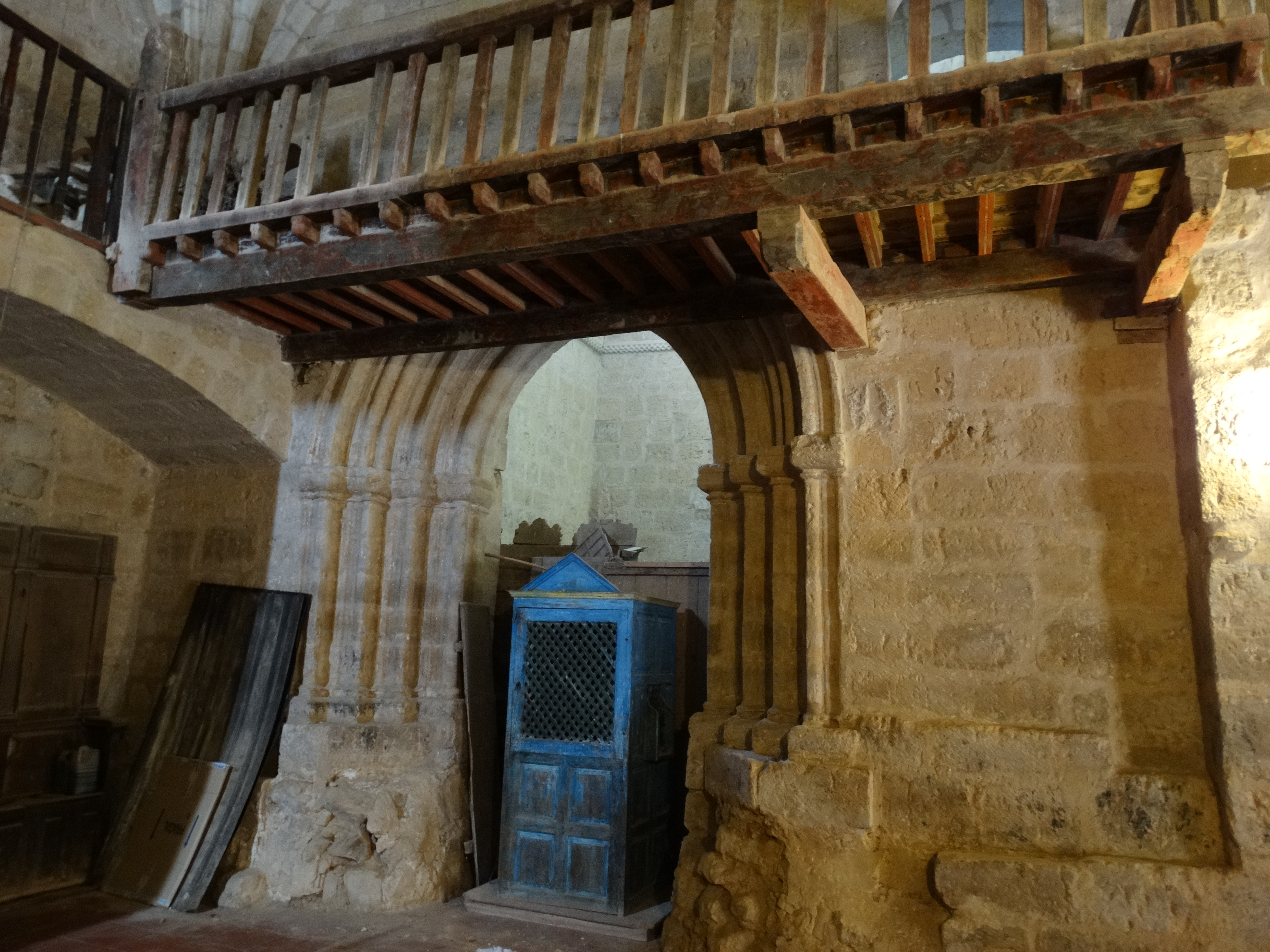
Puerta descubierta durante las obras de 1986

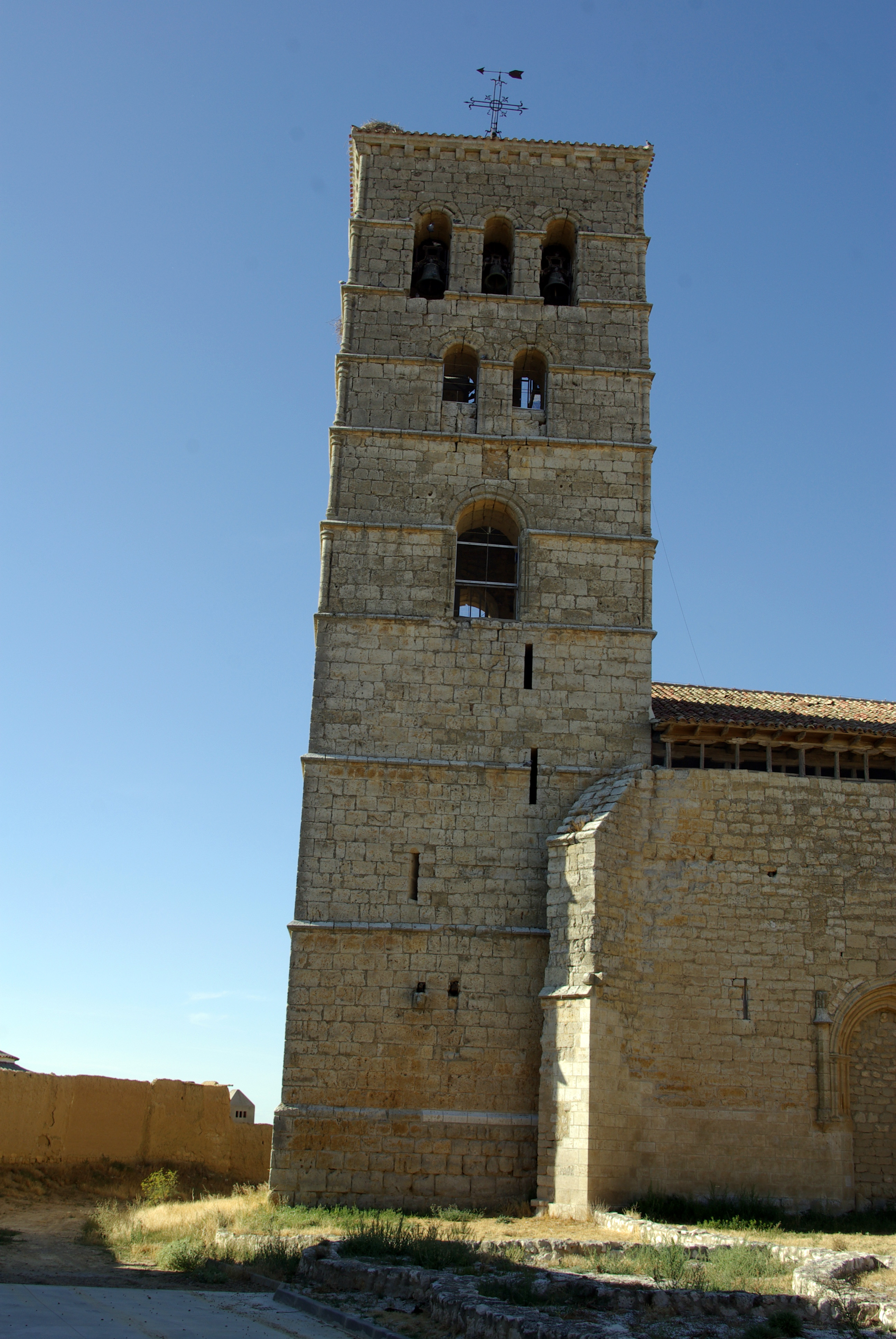
Torre románica de seis cuerpos

En la segunda mitad del siglo XVI hubo reformas importantes pues se quiso dar al templo un aspecto más a la moda. Para ello se dio un estucado general con yeserías renacentistas en las bóvedas, al gusto de la época, que recuerda a la obra de los Corral de Villalpando. Se reformaron los pilares dándoles una sección octogonal, que no tenían, siendo ese aspecto distinto el que hizo que las generaciones posteriores dataran erróneamente la estructura de la iglesia. Estas obras se realizaron con material de buena cantería. Todos estos elementos o gran parte de ellos fueron eliminados en la última restauración de 1986. 
Años más tarde, ya en el siglo XVII, se construyó la sacristía y en el XVIII la capilla del crucero norte llamada del Cristo de la Cruz.
Tuvo cuatro portadas en total, que pueden apreciarse todavía aunque tres de ellas están cegadas. La portada cegada de la fachada norte tiene tres arquivoltas apuntadas con basas y capiteles prismáticos en bastante mal estado de conservación. La portada y puerta de acceso que se utiliza está situada a la altura del cuarto tramo, en la fachada sur. Tanto ésta como la cercana de la misma fachada que está cegada fueron obra de 1460. En el interior puede verse una portada que se descubrió en los trabajos de restauración de 1986. Comunica el último tramo de la nave sur con la nave central, por el sotocoro. Su estudio ha hecho pensar que fue una puerta para entrar desde el sur, antes de que existieran los muros nuevos de la nave lateral. Sobre un zócalo, sus cuatro columnas sostienen las cuatro arquivoltas de bocel.
La torre románica de comienzos del siglo XIII se alza adosada a la fachada oeste en la esquina del sur. Tiene planta cuadrada y se eleva con seis cuerpos, los tres primeros macizos con algunas saeteras. En los tres siguientes se van abriendo en sus caras ventanas de medio punto, primero una, después dos para concluir con tres en el último piso que es el de las campanas. En estos tres últimos tramos están adosadas unas columnillas en las cuatro esquinas. Cada cuerpo está separado por una imposta muy resaltada, imposta que se repite en los tres últimos como adorno a partir del salmer del arco, subdividiendo aparentemente cada cuerpo en dos. Se cubre a cuatro aguas con alero poco saliente.
En el plano general de la iglesia se abren dos capillas laterales que sobresalen en obra. La del lado de la Epístola ocupa en superficie los dos tramos de la nave. El primer tramo se cubre con bóveda de terceletes del siglo XV y claves superpuestas del XVI. El segundo lleva bóveda de crucería y combados del XVI. Es la capilla que fundó Juan García de Ubaldes, arcediano de Cerrato y de Tierra de Campos, nacido en Torremormojón, que sirvió de enterramiento habitual de su familia y de la familia Castro y la familia Velasco. Tiene adosada la sacristía, en el rincón formado por el ábside. 
La capilla del lado del evangelio es del siglo XVIII con decoración barroca.

## Capillas y altares

### Capilla mayor y retablo

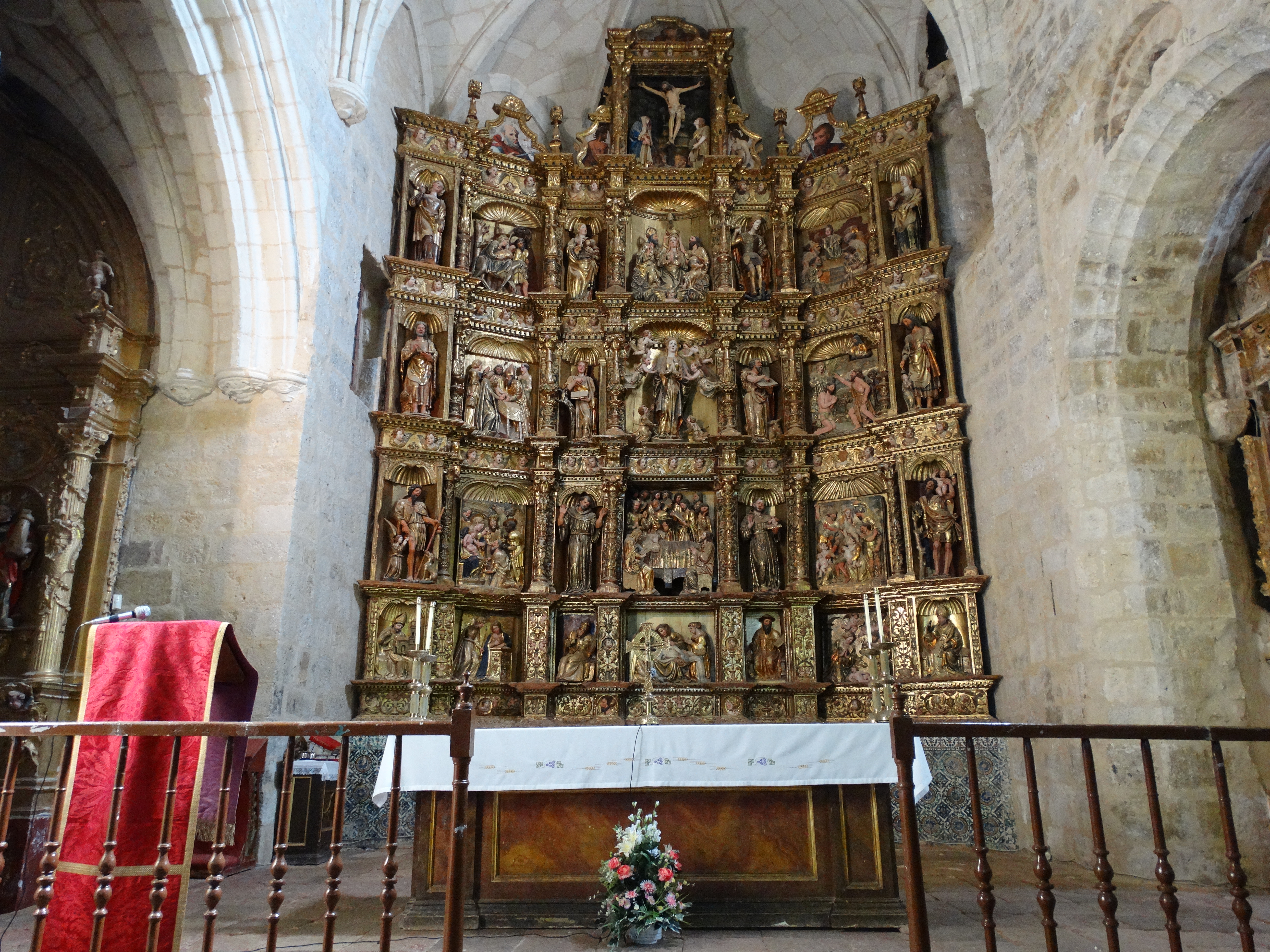
Retablo mayor

La capilla mayor, ubicada en la cabecera del ábside, no es de grandes proporciones. Se cubrió en el siglo XIII con bóveda de arquitectura gótica siendo tenentes de la villa y del castillo los Téllez de Meneses.
En esta capilla resalta la gran obra de arte de su retablo asentado en 1560 sobre un zócalo de azulejos de arista por voluntad del arcediano Ubaldes. Es un retablo plateresco con esculturas excepcionales, ejecutadas por los artistas Juan Ortiz el Viejo I, Juan de Valmaseda, Francisco Giralte y Juan de Cambray de extraordinaria riqueza en su decoración con grutescos y columnas abalaustradas como corresponde al renacimiento español.
Su arquitectura en horizontal consta de un sotobanco de poca altura, un banco que por su estructura puede considerarse como un primer cuerpo, tres cuerpos de mayor altura que el banco y un ático. En vertical, tiene tres calles y cuatro entrecalles más estrechas. Hay escultura de bulto redondo y relieves, y arriba, a los lados del ático, hay pinturas en tabla. Cada cuerpo está separado por un espacio limitado por molduras y con relieves de angelitos. La mayoría de las esculturas están bajo veneras, una ornamentación propia del renacimiento.
Banco
De izquierda a derecha están las esculturas de san Agustín, san Gregorio, san Jerónimo y san Ambrosio, esta última de influencia de Juan de Valmaseda. Entre las esculturas hay tres relieves: una Anunciación, de Valmaseda, una Piedad y una Natividad, atribuida a Francisco Giralte.

Banco del retablo de la capilla mayor
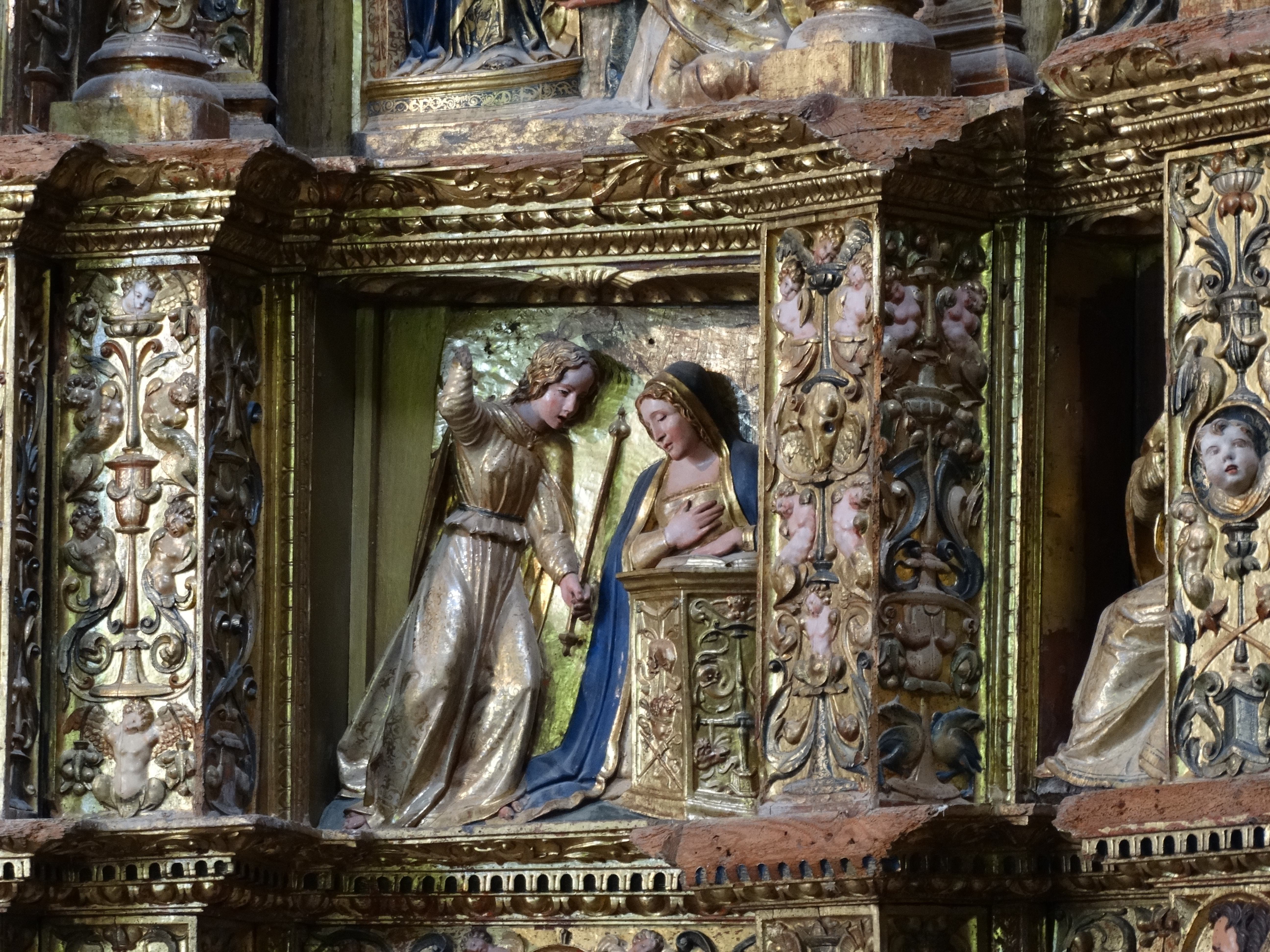
Anunciación
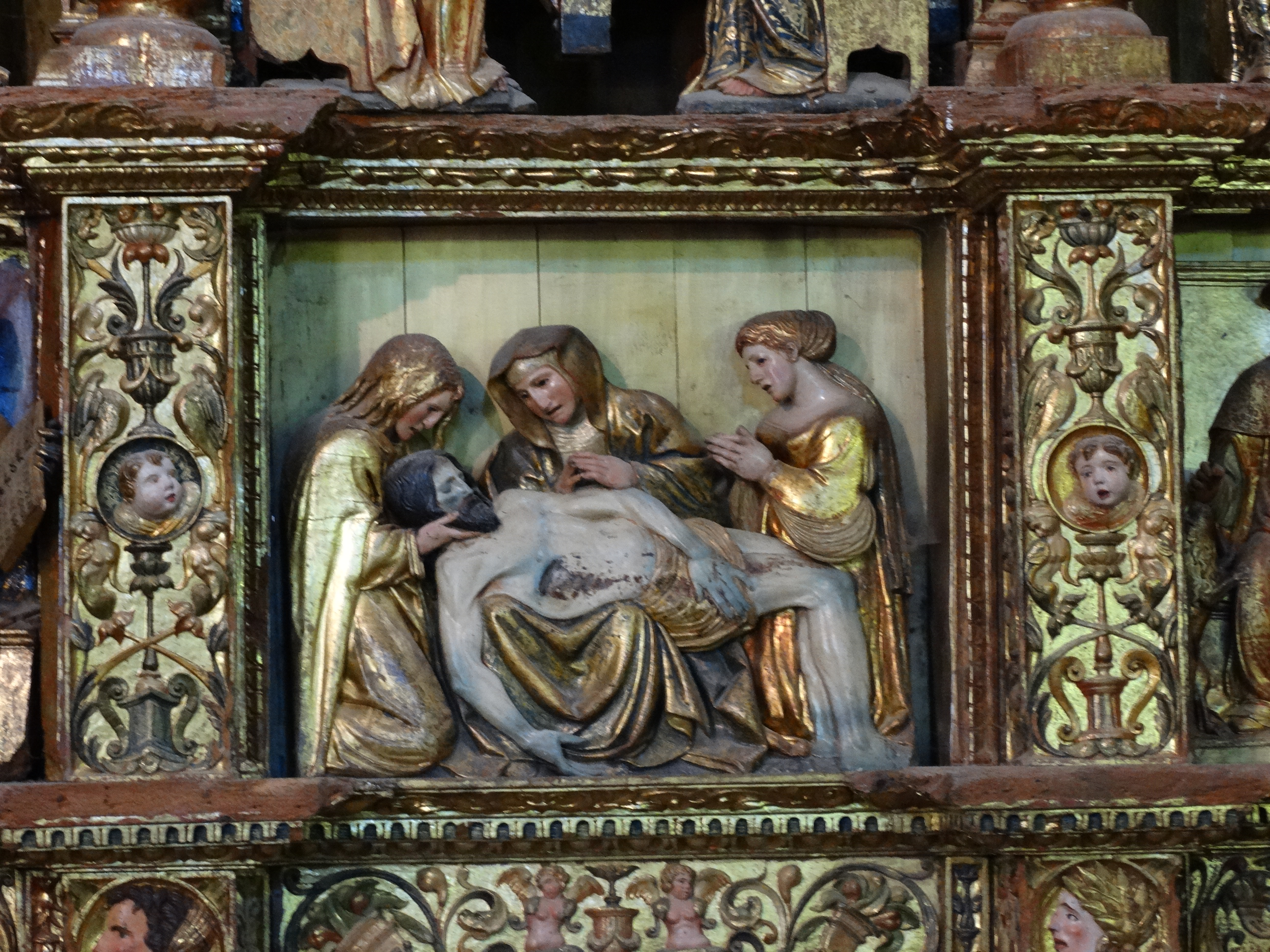
Piedad en la parte central
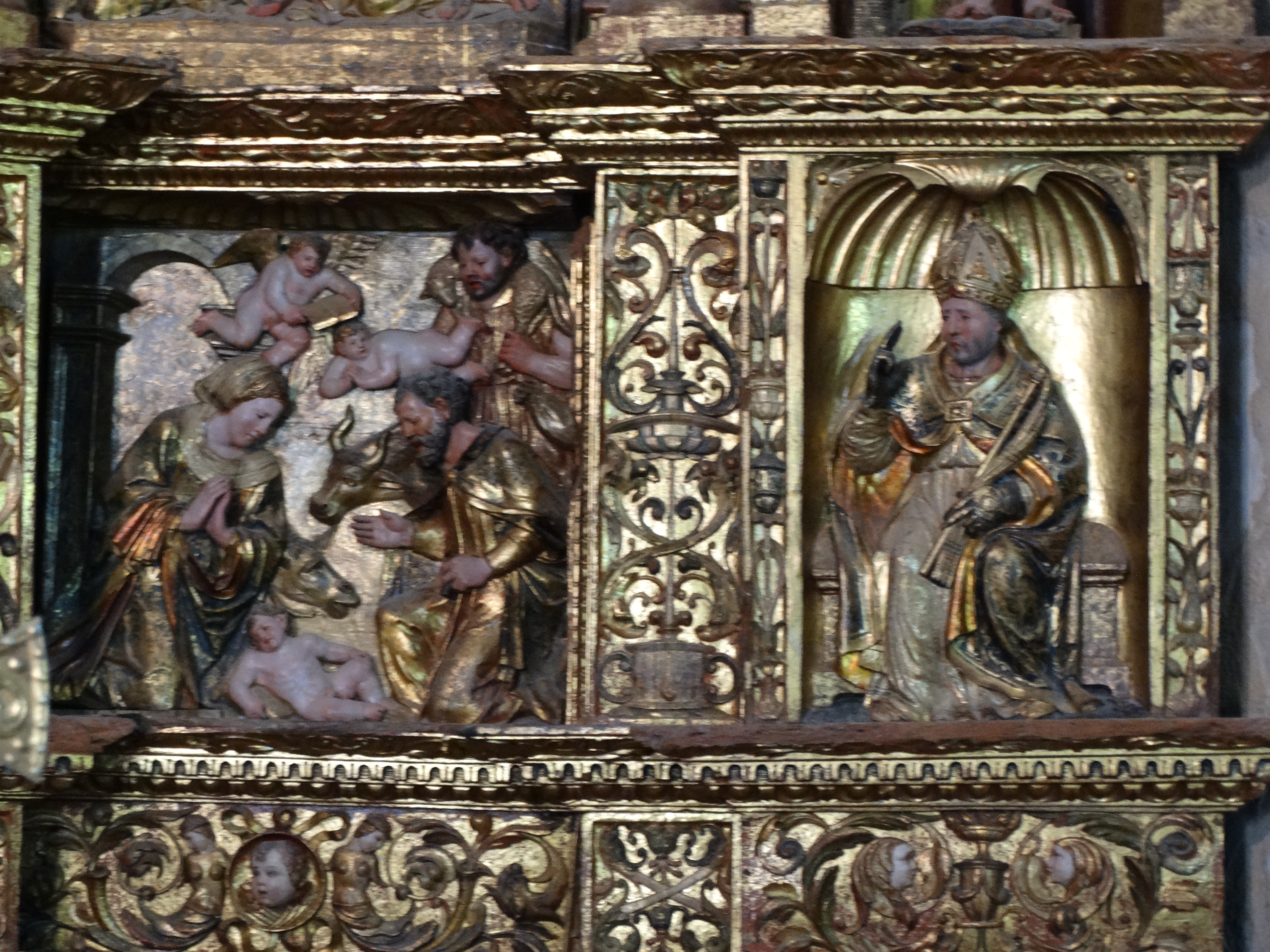
Natividad y, a la derecha, san Ambrosio

Primer cuerpo
De izquierda a derecha, las esculturas de san Roque (de Valmaseda), san Francisco, san Antonio y san Cristóbal. Entre las esculturas, los relieves de La Epifanía (de Valmaseda), del Tránsito de la Virgen (atribuido a Juan Ortiz el Viejo) y de la Matanza de los inocentes.

Primer cuerpo del retablo de la capilla mayor
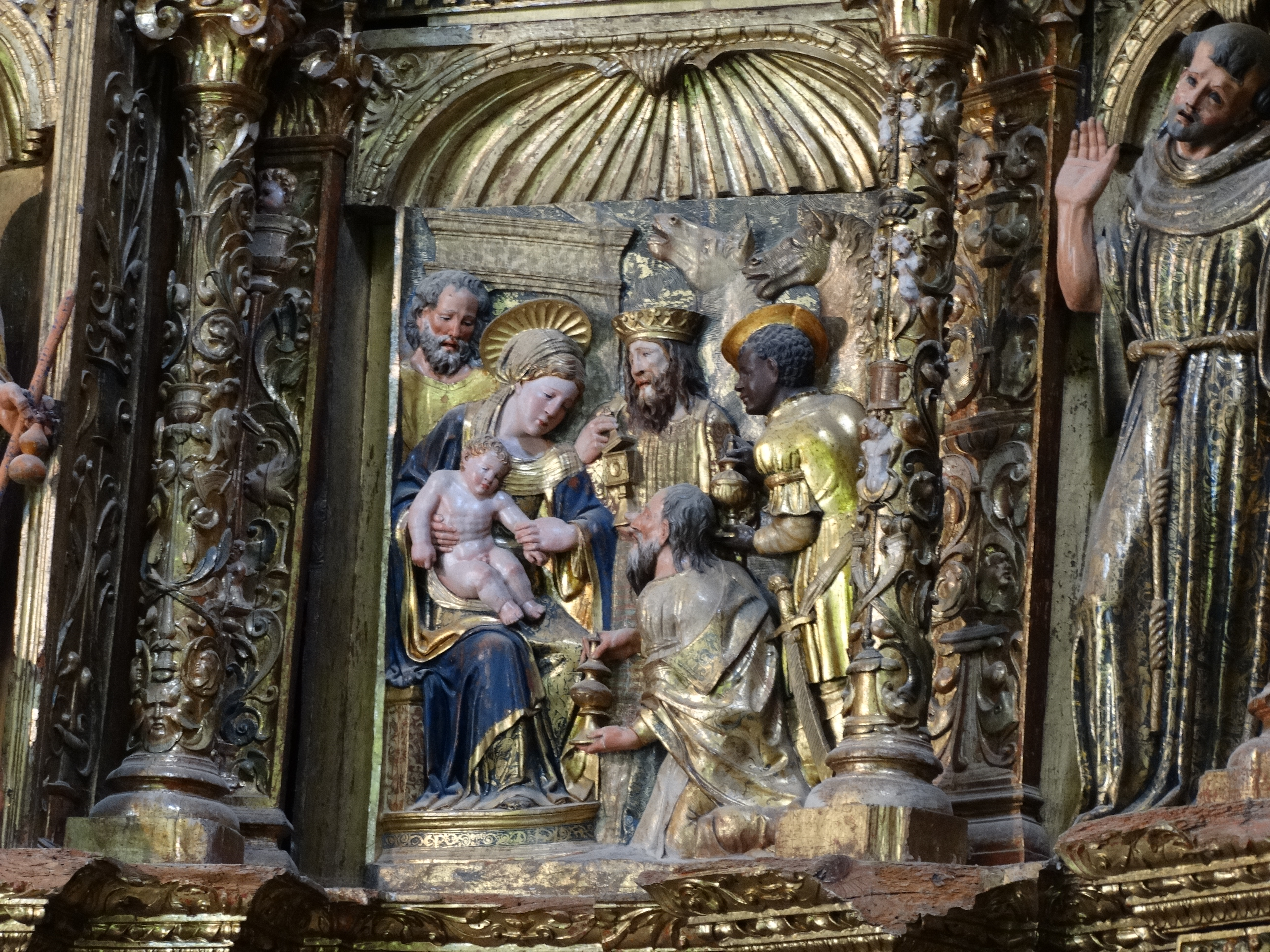
Epifanía
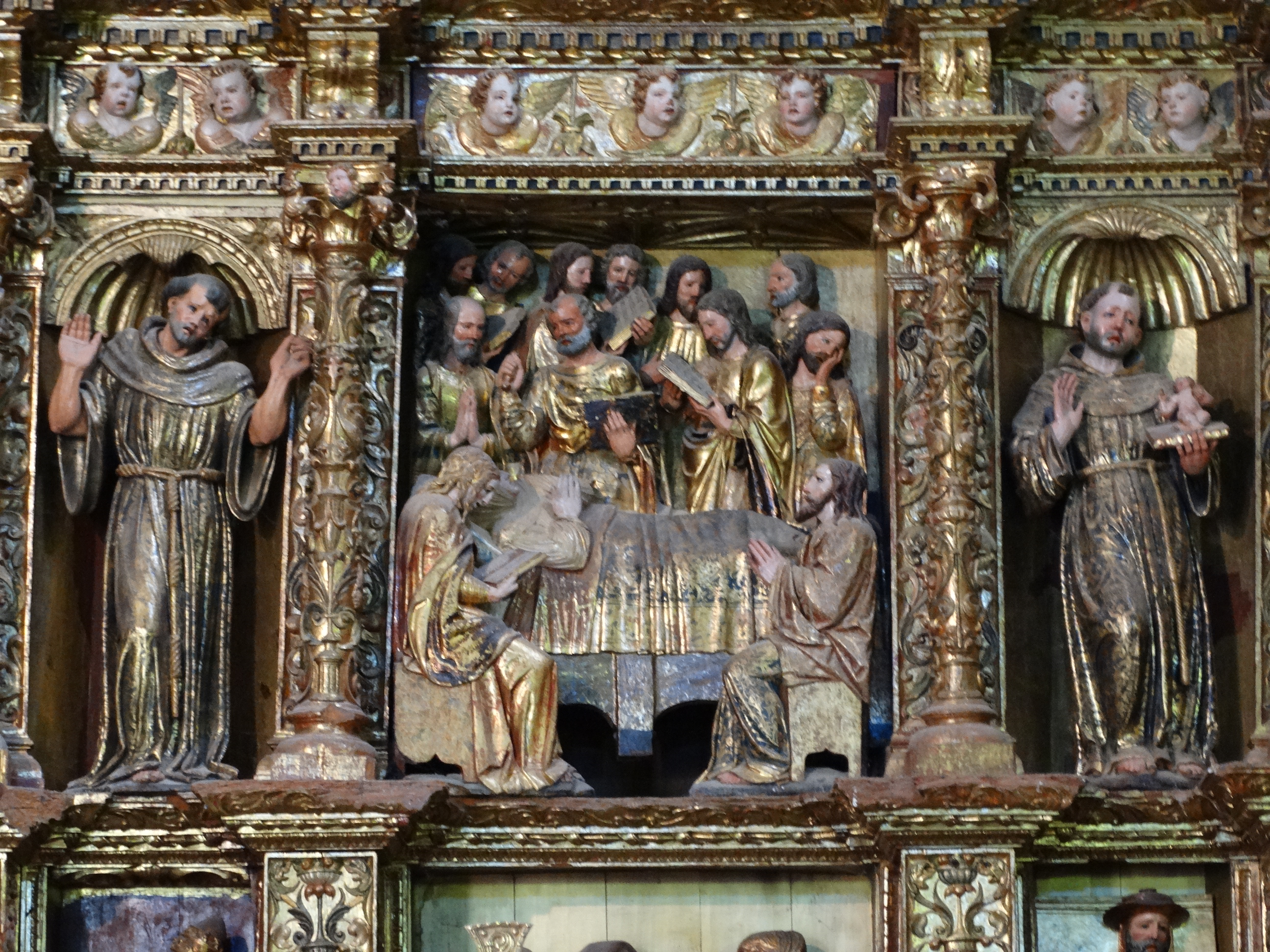
San Francisco, Tránsito de la Virgen y san Antonio
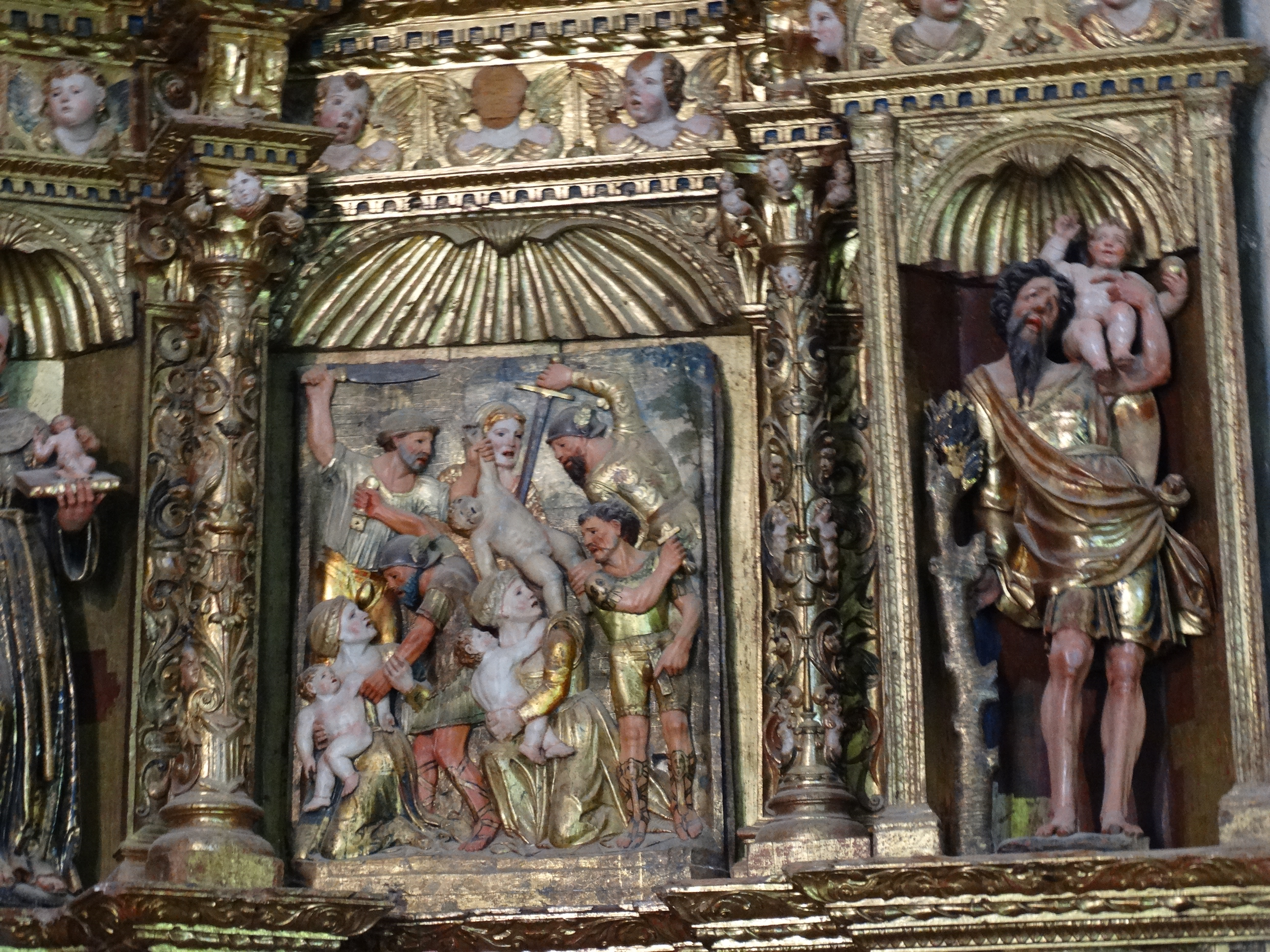
Matanza de los inocentes y, a la derecha, san Cristóbal

Segundo cuerpo
Las esculturas de los cuatro evangelistas, atribuidas a Valmaseda, y los relieves de la Asunción en la calle principal, más la Circuncisión y el Bautismo de Cristo (atribuido a Valmaseda).

Segundo cuerpo del retablo de la capilla mayor
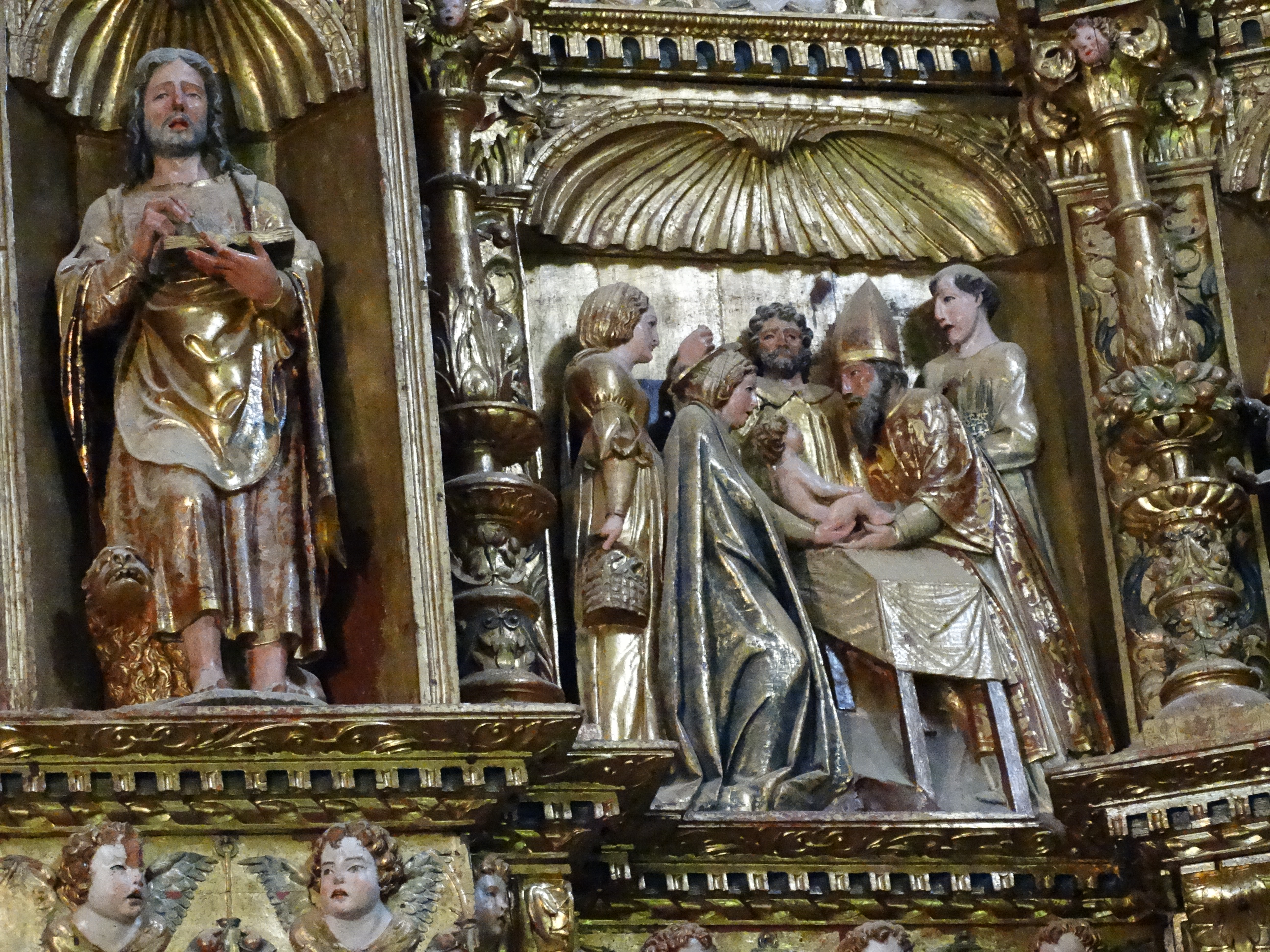
San Marcos y Circuncisión
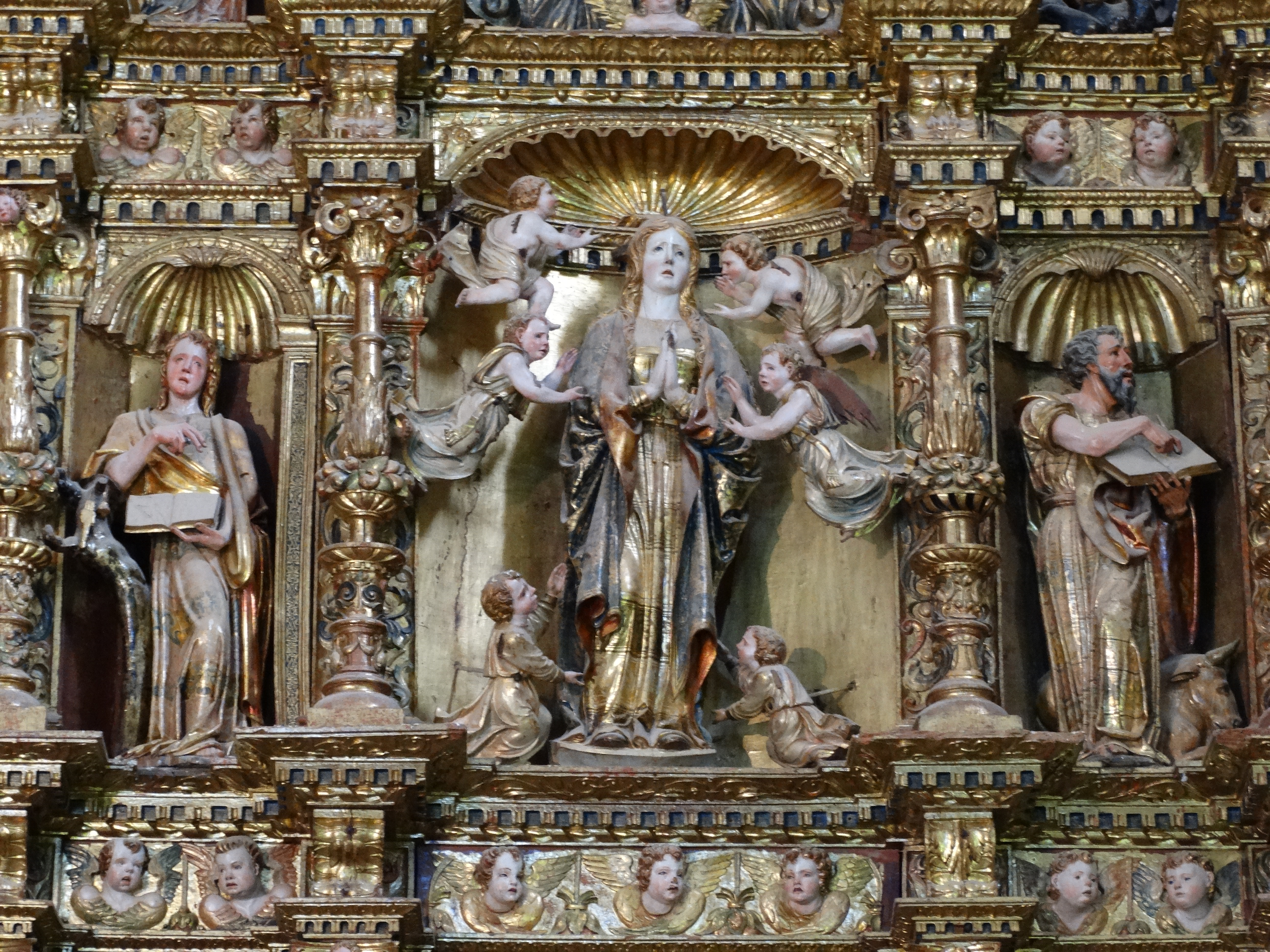
Asunción, en la calle central, con san Juan y san Lucas a ambos lados
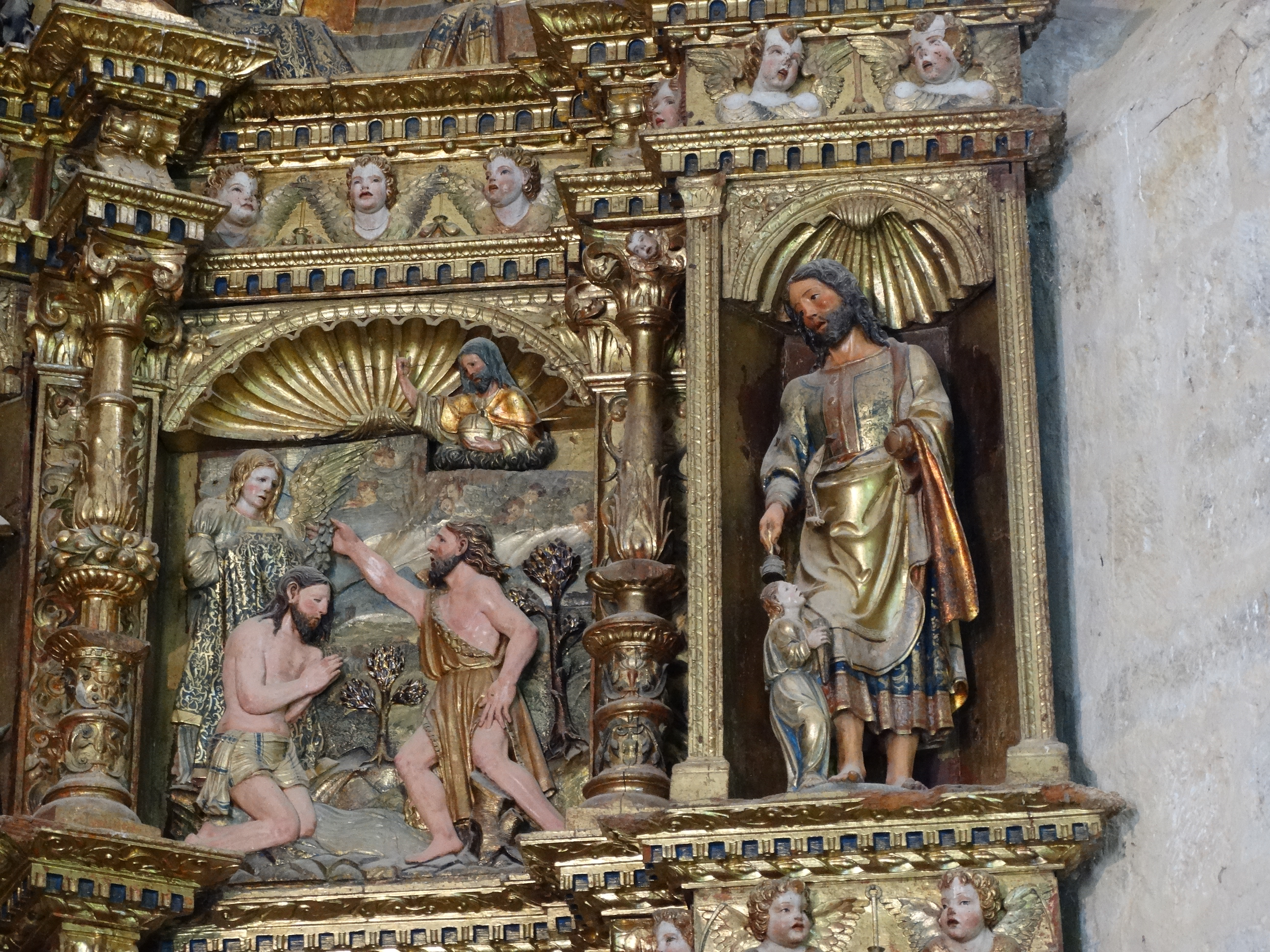
Bautismo de Cristo y, a la derecha, san Mateo

Tercer cuerpo
Las esculturas de san Miguel, la Magdalena, san Martín y santa Catalina; los relieves de la Coronación de la Virgen, en el centro (atribuido por el profesor Portela a Juan de Cambray y por el profesor Parrado a Juan Ortiz el Viejo), la Huida a Egipto y Jesús entre los doctores.

Tercer cuerpo del retablo de la capilla mayor
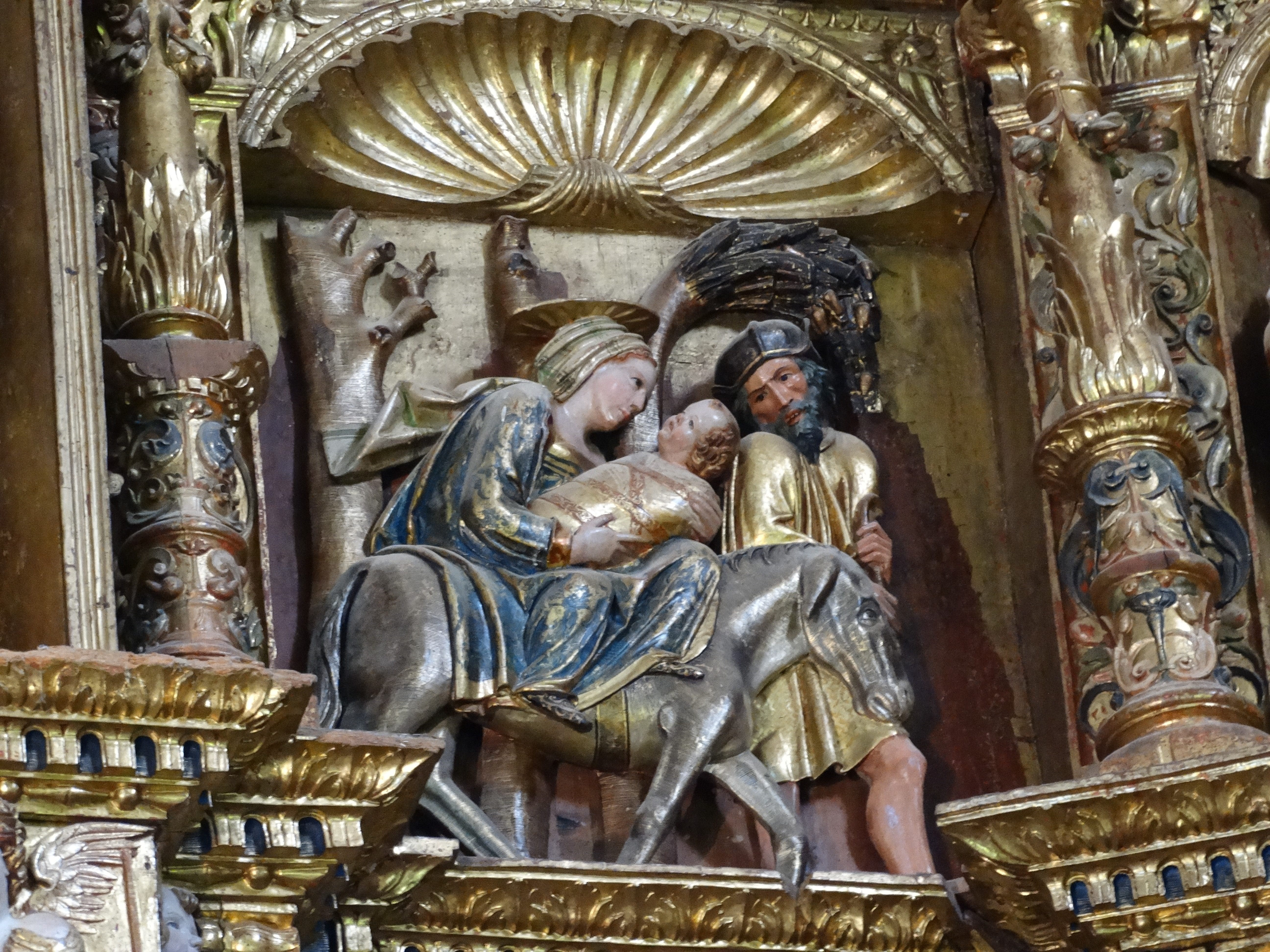
Huida a Egipto
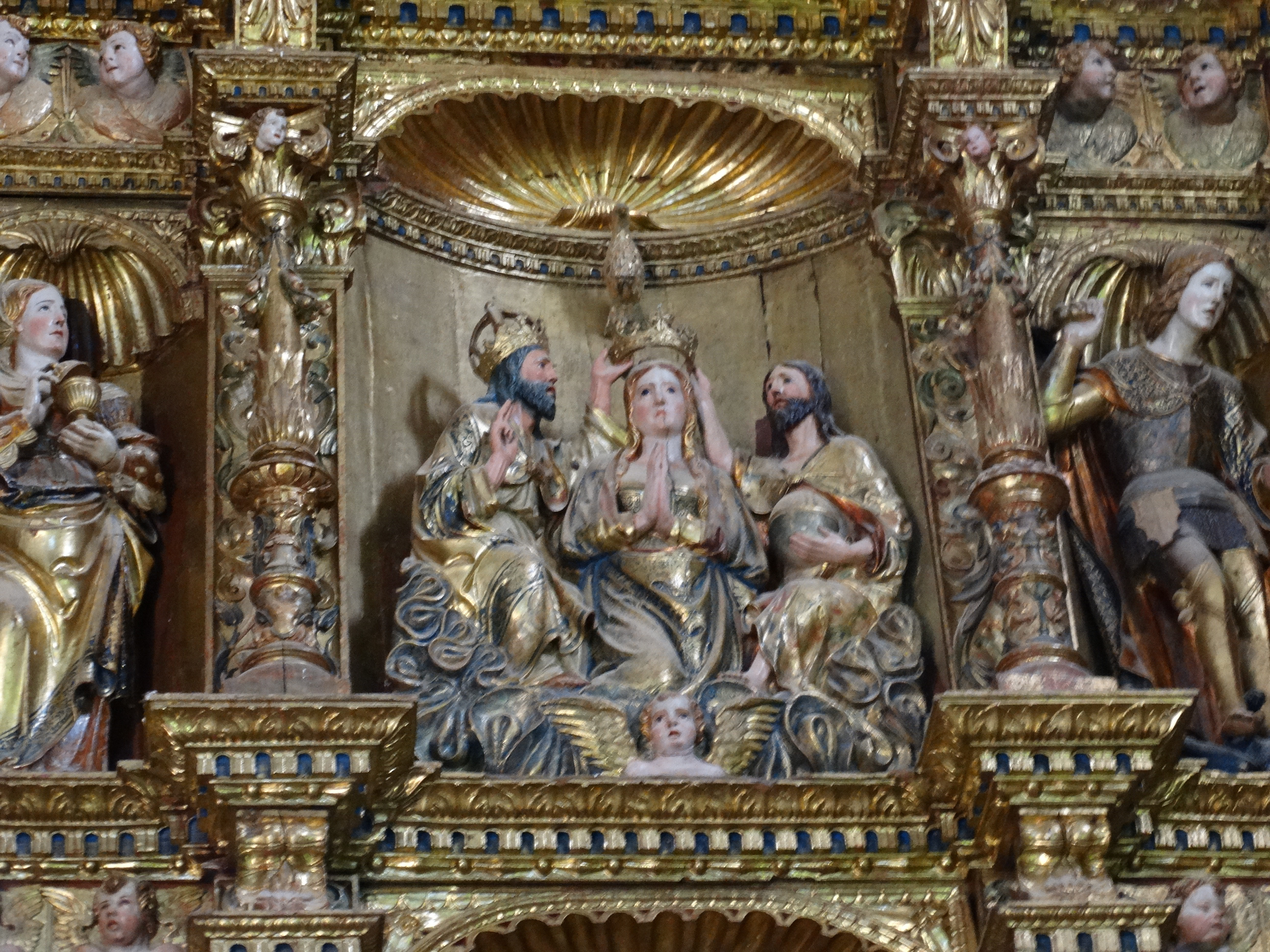
Coronación, en la calle central; a la izquierda, la Magdalena y a la derecha, san Miguel
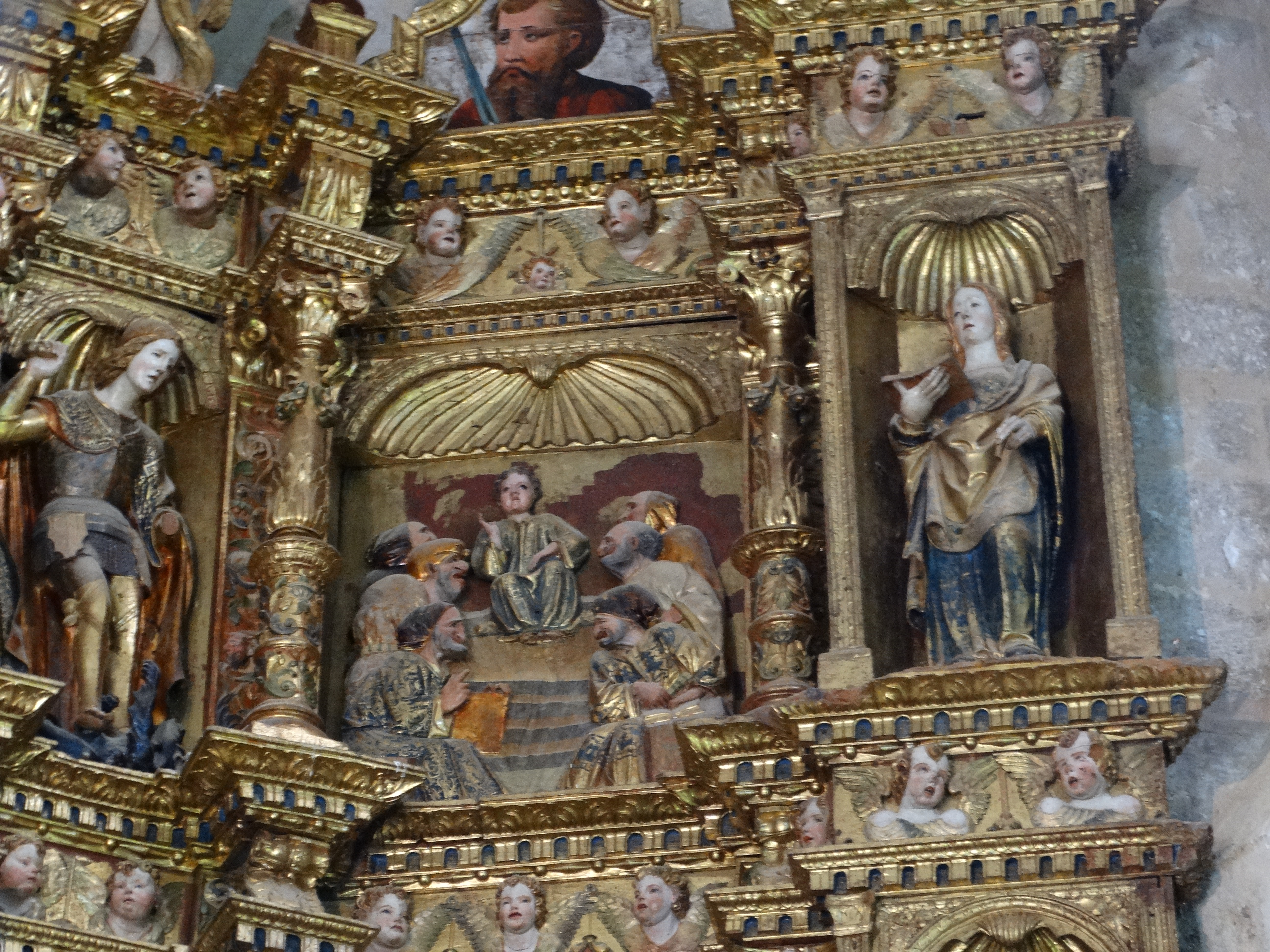
Jesús entre los doctores; a la izquierda, san Miguel y a la derecha santa Catalina

Ático
En el ático está situado el Calvario como es habitual. El crucifijo sigue los modelos de Valmaseda. La escena está enmarcada con columnas abalaustradas. A ambos lados hay dos tablas de perfil quebrado con las figuras de Adán y Eva y hacia las orillas otras dos tablas también de perfil quebrado que coinciden con las calles laterales y donde están representados san Pedro y san Pablo. En el vértice del ático hay otra tabla con el Padre Eterno.

Ático del retablo de la capilla mayor
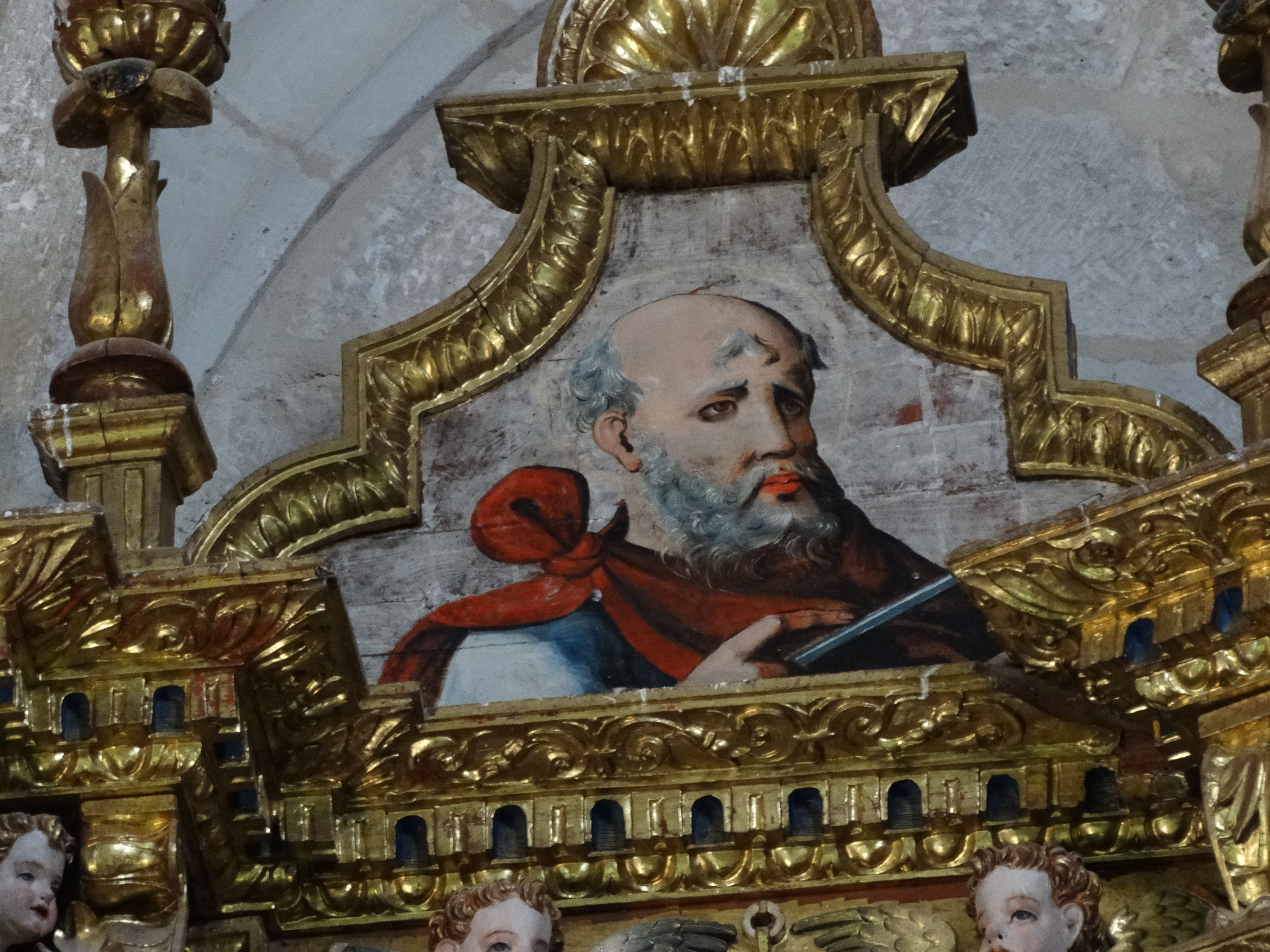
San Pedro; tabla de perfil quebrado
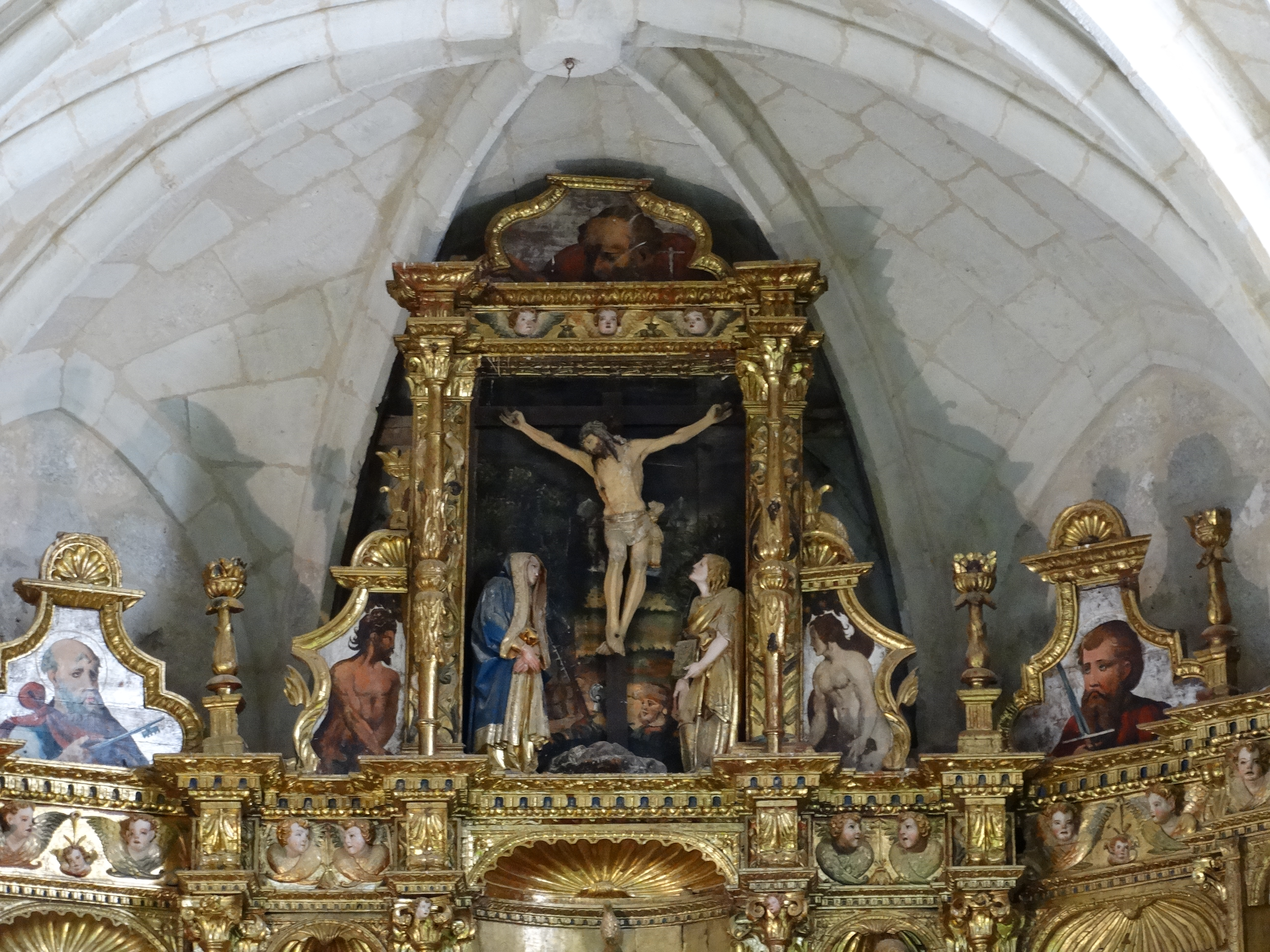
Ático con el calvario y dos tablas de Adán y Eva; más arriba, el Padre Eterno
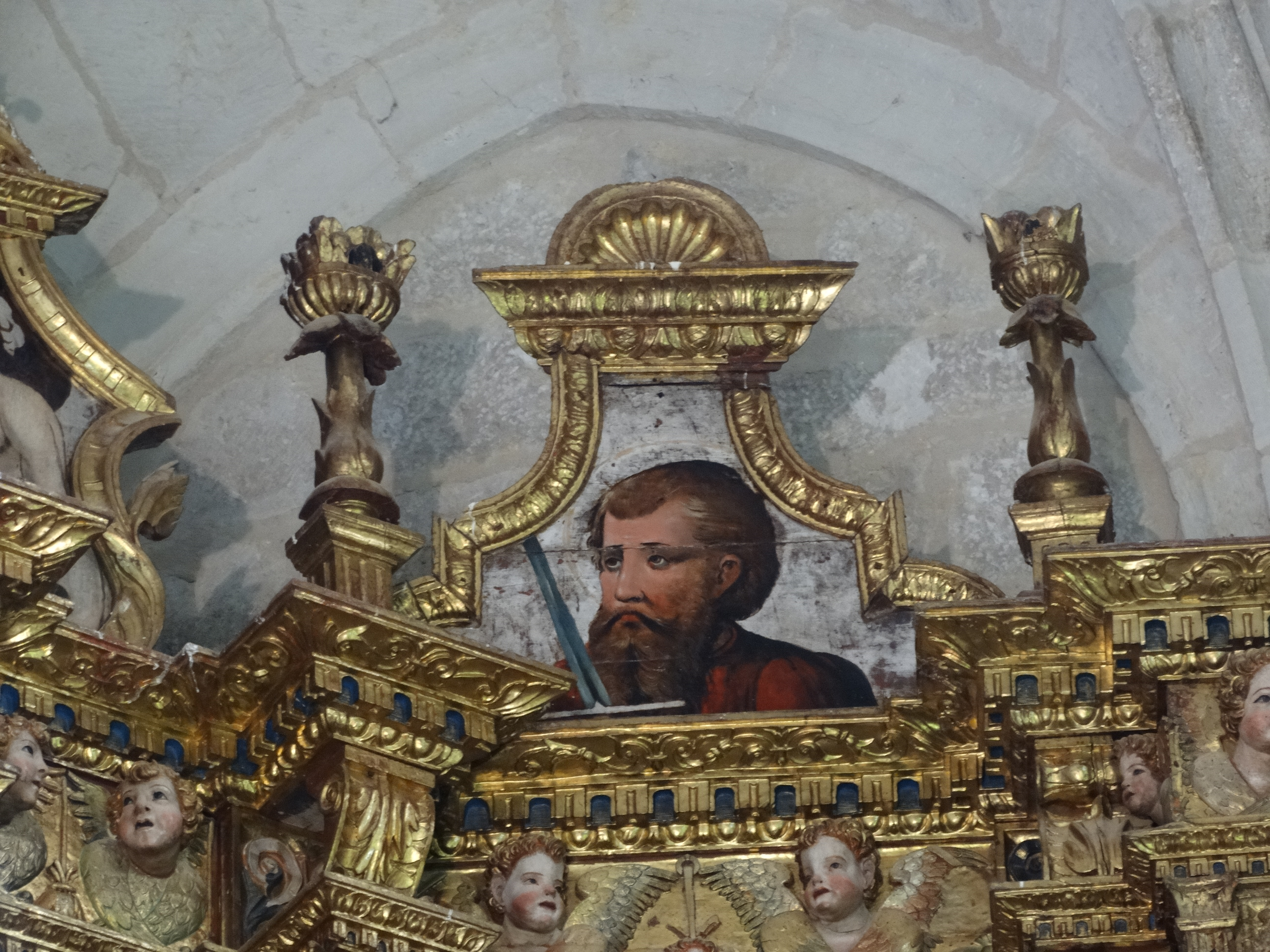
San Pablo; tabla de perfil quebrado

### Capilla de Juan García de Ubaldes
La capilla de Juan García de Ubaldes está situada en el muro sur o lado de la Epístola, sobresaliendo en planta. Consta de dos tramos que están pegados a los dos primeros de la nave lateral. La fundó el arcediano Juan García de Ubaldes, uno de los personajes históricos más ilustres de la villa de Torremormojón. La heráldica del arcediano se ve en distintos lugares así como en la clave de la capilla mayor y en la reja del coro.
Sobre una gruesa losa de enterramiento están los bustos en piedra de los padres del arcediano. En la losa se puede leer esta inscripción:

estevan garcía ivana garcia sv mvger los vesos de los cuales […]e svs hyjos el R.S. arcediano hy hermano hizo enterar so la [pie]dra ante el altar pvesta 1519 

La capilla sirvió de enterramiento habitual de las familias Castro y Velasco, descendientes de Juana y Beatriz García de Ubaldes, sobrinas del fundador y casadas respectivamente con Diego y Hernando de Castro. Otra Beatriz de Castro, descendiente de la familia, dispuso su enterramiento en testamento de 1640.
Por su parte Juan de Velasco, en testamento de 1708, pidió ser enterrado «junto a mis padres Víctor Velasco y Ana Blanco Herrejón».
En esta capilla está el retablo de Nuestra Señora del Rosario que procede de otro lugar de la iglesia y que fue una donación de Antonio Blanco y Francisca de la Torre.

Capilla de Juan García de Ubaldes
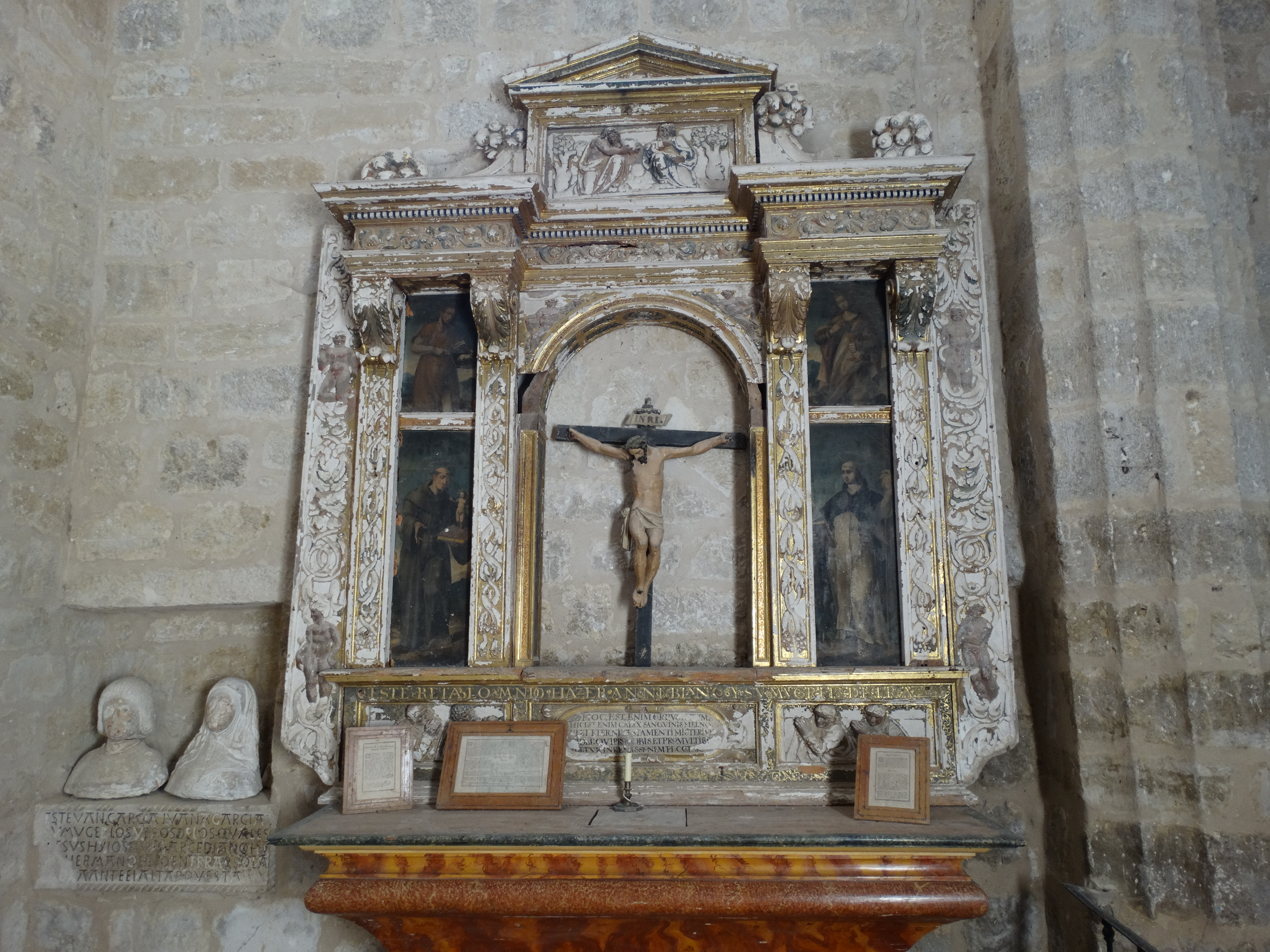
Pequeño altar situado en el muro sur de la capilla; a su lado, los bustos de los padres del arcediano
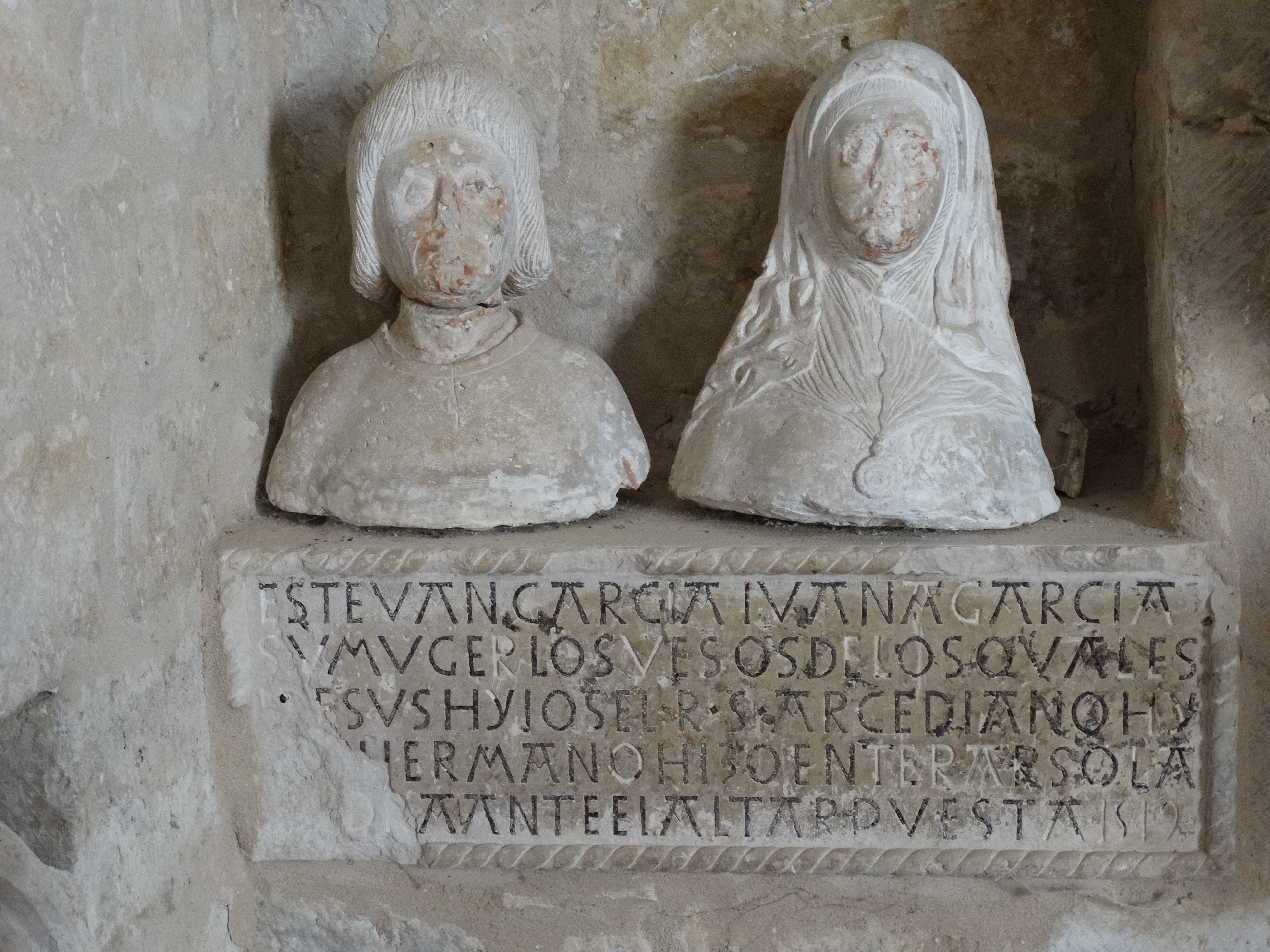
Detalle de los bustos en que se puede apreciar restos de policromía

### Capilla del Cristo de la Cruz
La capilla del Cristo de la Cruz está situada en el extremo opuesto a la capilla de Ubaldes, en el muro norte, y tiene las mismas dimensiones; también sobresale en planta. Es obra del siglo XVIII con un retablo barroco salomónico muy tallado y adornado, en madera sin policromar (a lo blanco). María García Ramírez fundó esta capilla; era de familia ilustre y estaba casada con Antonio de Velasco y Acevedo, pariente del obispo de Orense Juan de Velasco. Sus escudos están labrados en los muros y en la lápida de su enterramiento situada en el centro. Hay además una inscripción que recorre la cúpula cuyo texto da fe de la fundación. En la misma bóveda hay otro texto del 16 de enero de 1906 que recuerda una posterior restauración.

Capilla del Cristo de la Cruz
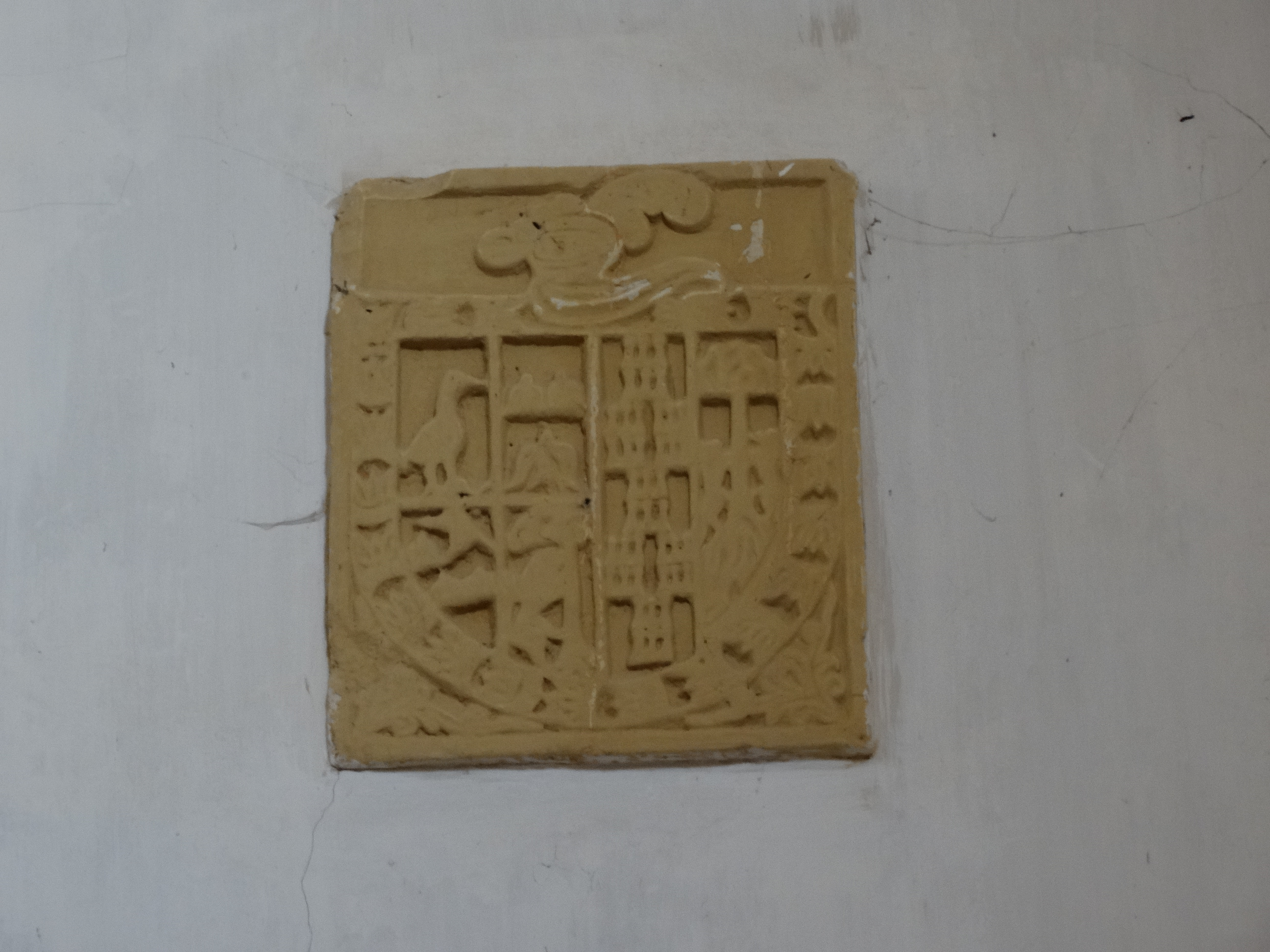
Escudo de las familias García Ramírez y Velasco Acevedo
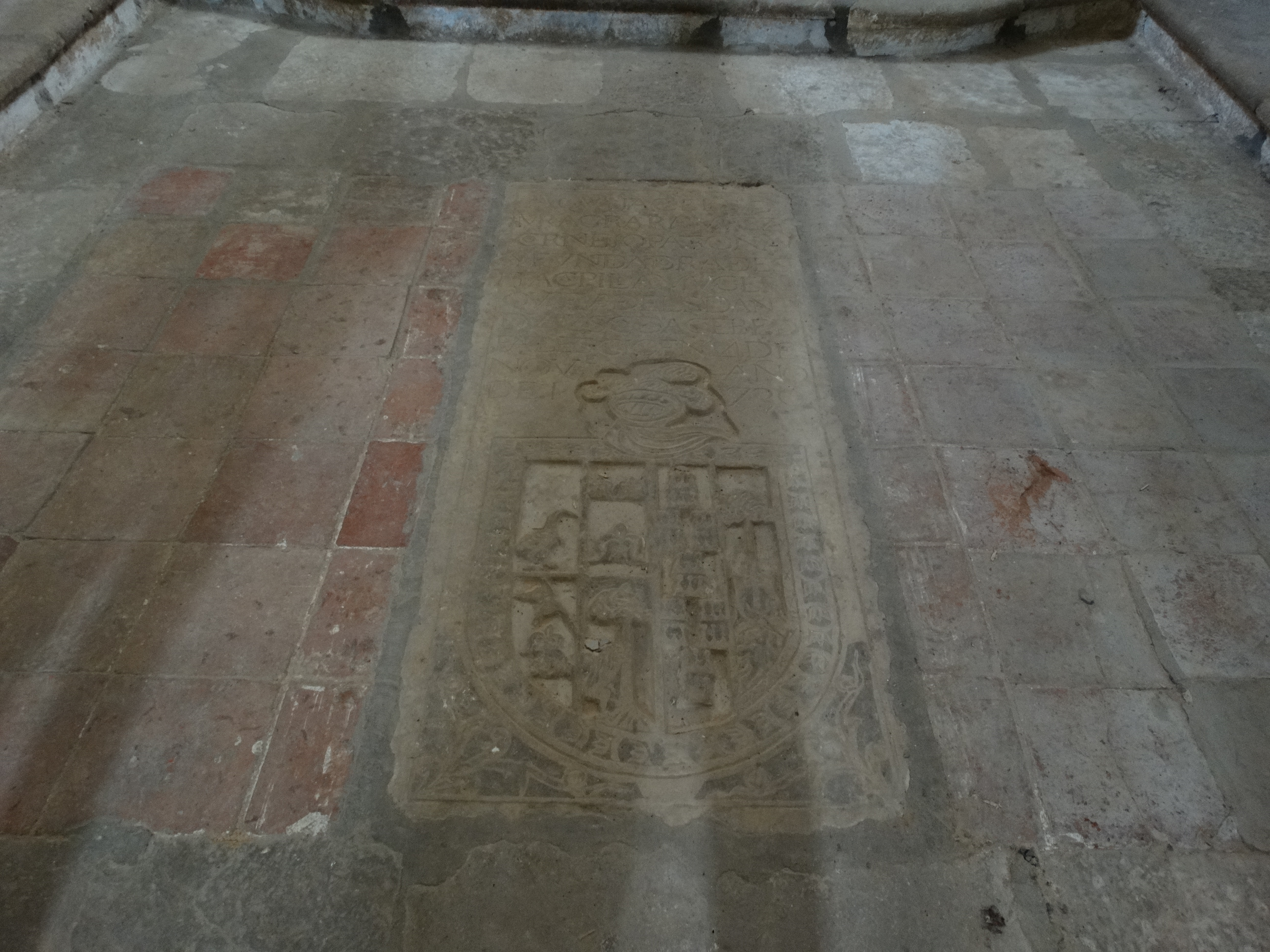
Lápida con las armerías Garcia Ramirez y Velasco Acevedo
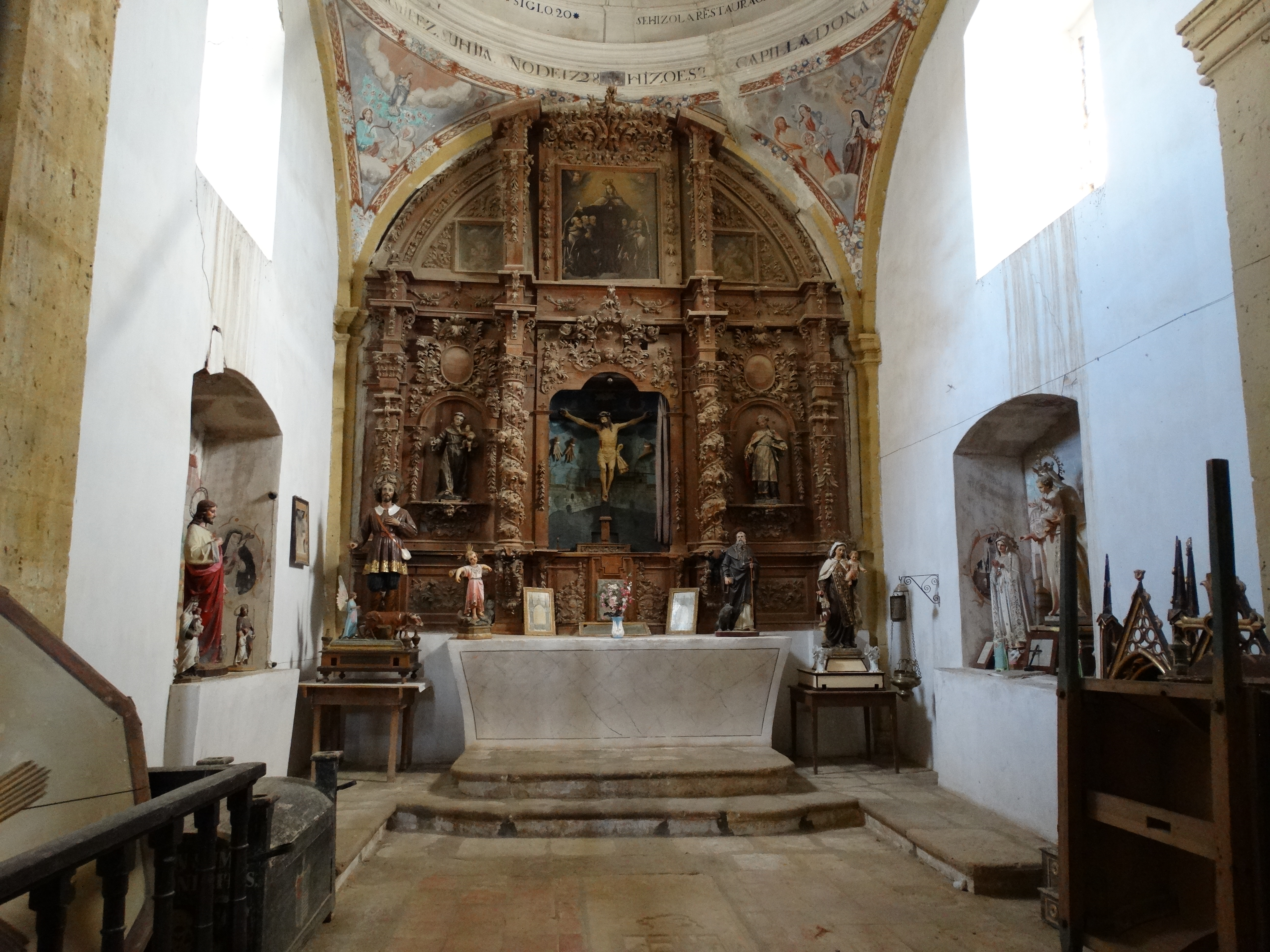
Retablo salomónico del Cristo de la Cruz
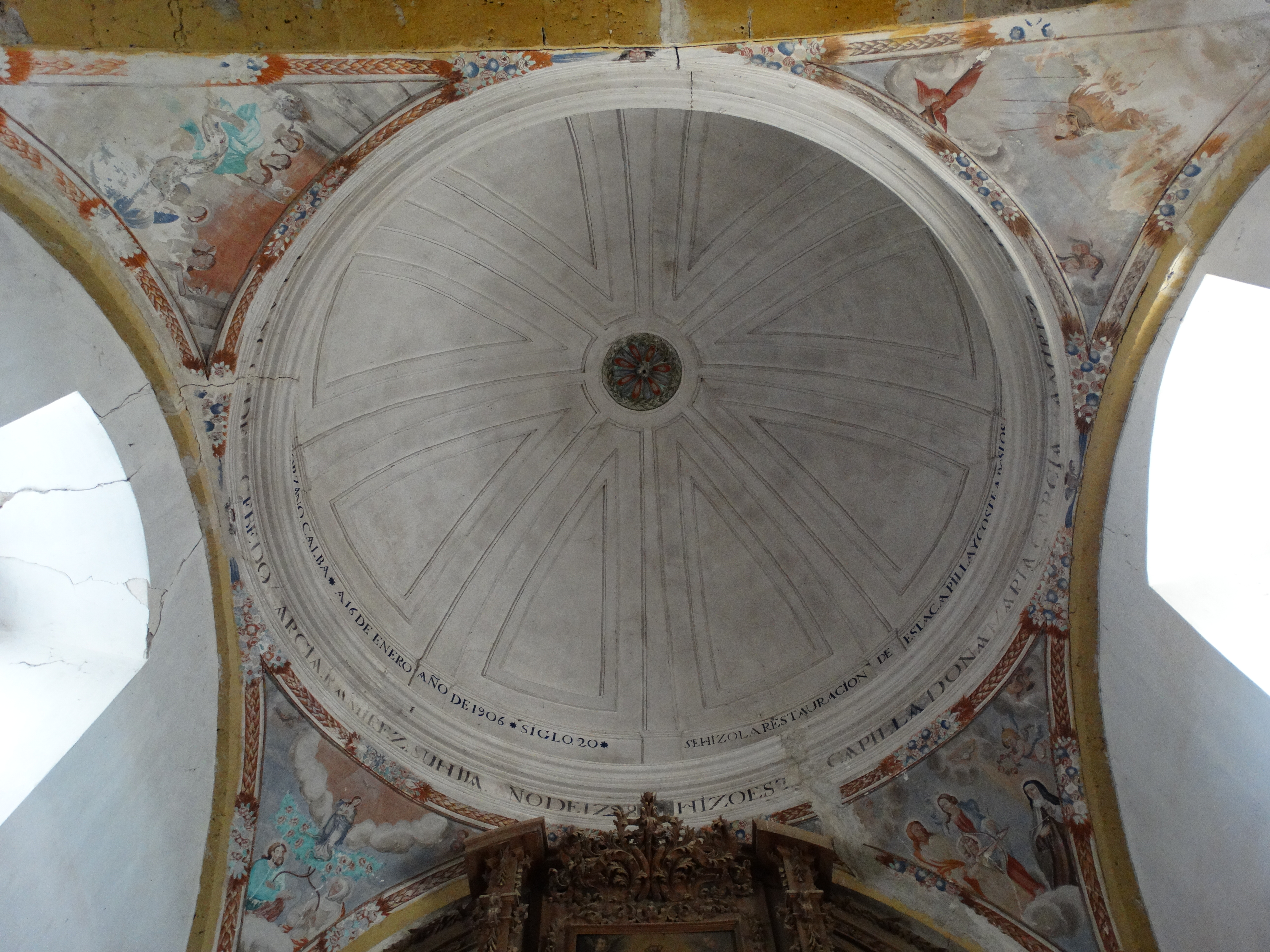
Detalle de la cúpula con las dos inscripciones

### Retablo de Juan de Villoldo

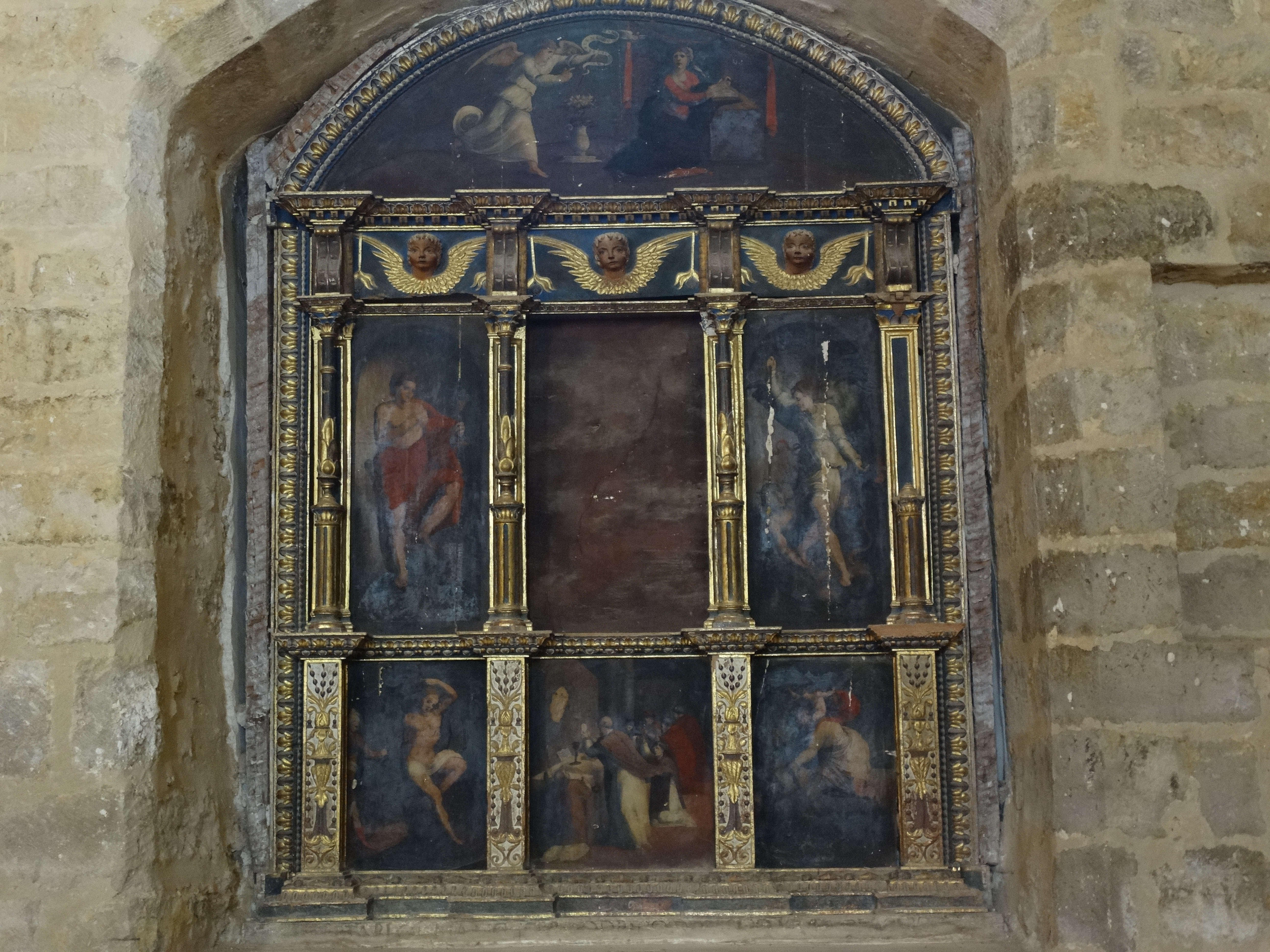
Retablo de Juan de Villoldo

Retablo atribuido a Juan de Villoldo y su taller (segunda mitad del siglo XVI).
Está colocado en la nave lateral de la Epístola. Tiene banco, un cuerpo dividido en tres calles y ático. Es un retablo de pintura sobre tabla, de buena ejecución. El banco se divide en tres cuerpos: en el centro se ve la misa de San Gregorio, a un lado san Sebastián y al otro san Cristóbal en su representación tradicional cruzando el río con el niño sobre su hombro.
En el único cuerpo el hueco del medio está vacío. A los lados se ven las representaciones de san Juan Evangelista, con su atributo de la copa envenenada, y de san Miguel. Estas dos tablas están atribuidas al taller de Villoldo. Figuras que están en hornacinas pintadas al trampantojo. Sobre este cuerpo hay una pequeña separación decorada con tres cabezas y alas de ángeles y por encima, a modo de ático, un frontón circular pintado con la Anunciación.

### Retablo de Miguel de Saldaña
Retablo de pintura sobre tabla. En la central, la Virgen con el niño y a los lados, san Ildefonso y san Bernardo. Miguel de Saldaña era vecino de Medina de Rioseco y se supone que era familiar del entallador palentino Diego de Saldaña. Miguel de Saldaña tuvo un taller en la ciudad de Palencia a finales del siglo XVI. Desde la cercana villa de Torremormojón le llegaría el encargo de este retablo.

### Retablo del Maestro de Calzada
Es un retablo de pintura con óleos sobre tabla, de autor anónimo aunque desde comienzos del siglo XX se viene atribuyendo al maestro de Calzada. Está situado a los pies, en el muro norte de la iglesia, en un hueco de arco rebajado. Tiene detalles que recuerdan todavía al último gótico con otros que son plenamente renacentistas de influencia italiana.

### Sacristía

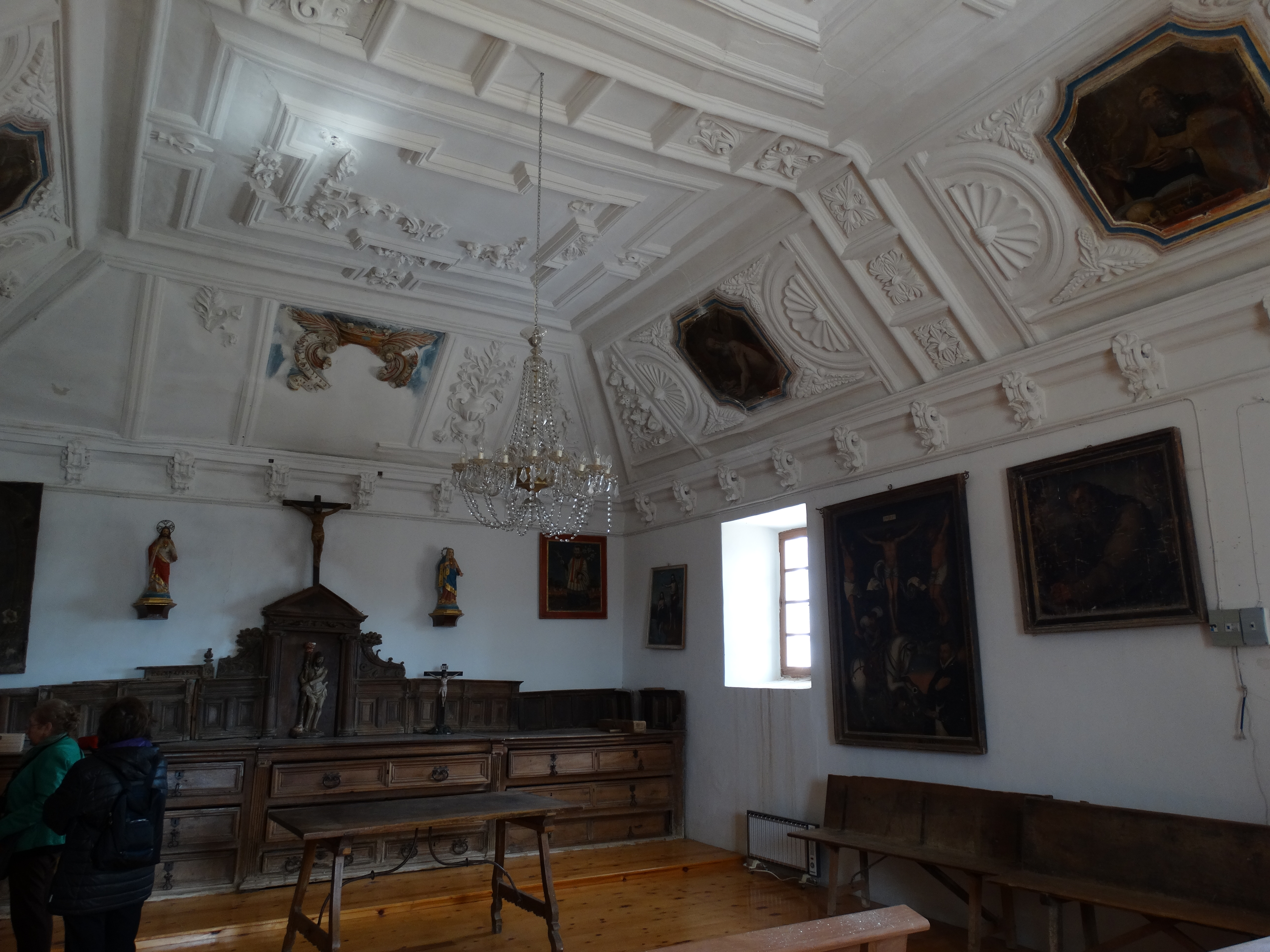
Sacristía con las yeserías barrocas y la cajonería

La sacristía está adosada en el rincón que forma ángulo con el ábside en la parte sur. Se construyó en el siglo XVII. El techo en forma de artesa está decorado con yeserías barrocas. Está amueblada con una buena cajonería, un banco corrido de madera y una mesa castellana. El recinto contiene buenas obras de arte tanto pinturas como esculturas.
- Cristo atado a la columna, del escultor Gonzalo de la Maza que en 1526 firmó un contrato en Torremormojón comprometiéndose a hacer una custodia cuyo emplazamiento sería la capilla mayor de Nuestra Señora del Castillo. En el contrato se lee la descripción de cómo debía ser: «... una puerta con un relieve de la Resurrección y a ambos lados Pedro y Pablo. Por encima, la escultura de Cristo a la columna custodiado por dos sayones; a ambos lados, Juan el Bautista y Santiago. El remate con un calvario completo.»[18]
- Cuadro de La conversión de Longinos, de los primeros años del siglo XVII. Es una copia del Calvario de Lucas Cranach el Viejo, mandada hacer por el donante que se encuentra arrodillado a la derecha. El original (que no tiene la figura de un donante) está en los fondos del Museo de Bellas Artes de Sevilla datado en 1538. En el original puede verse cómo salen de la boca del cristo y del centurión Longinos unas frases escritas en alemán. Esas mismas frases se ven en la copia de la sacristía de Torremormojón pero escritas en italiano y sobre los cuatro lados del marco:

Dolce tif ilmorirdol ce signoe per daria-vita a noi mortali infern con libe-rarned all’antico errore: ano 1606
Lucas Cranach el Viejo

Sacristía
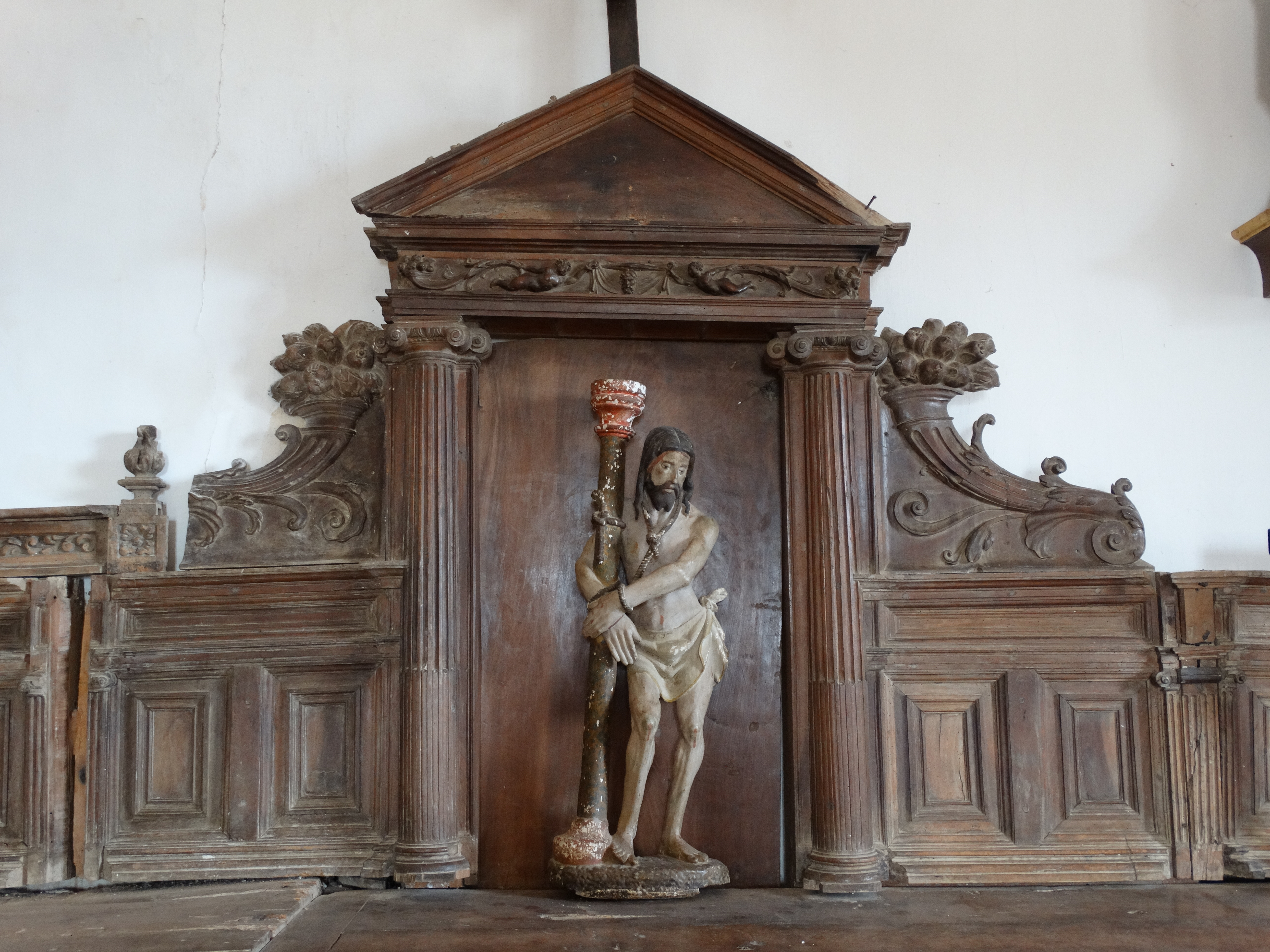
Jesús a la columna. De Gonzalo de la Maza
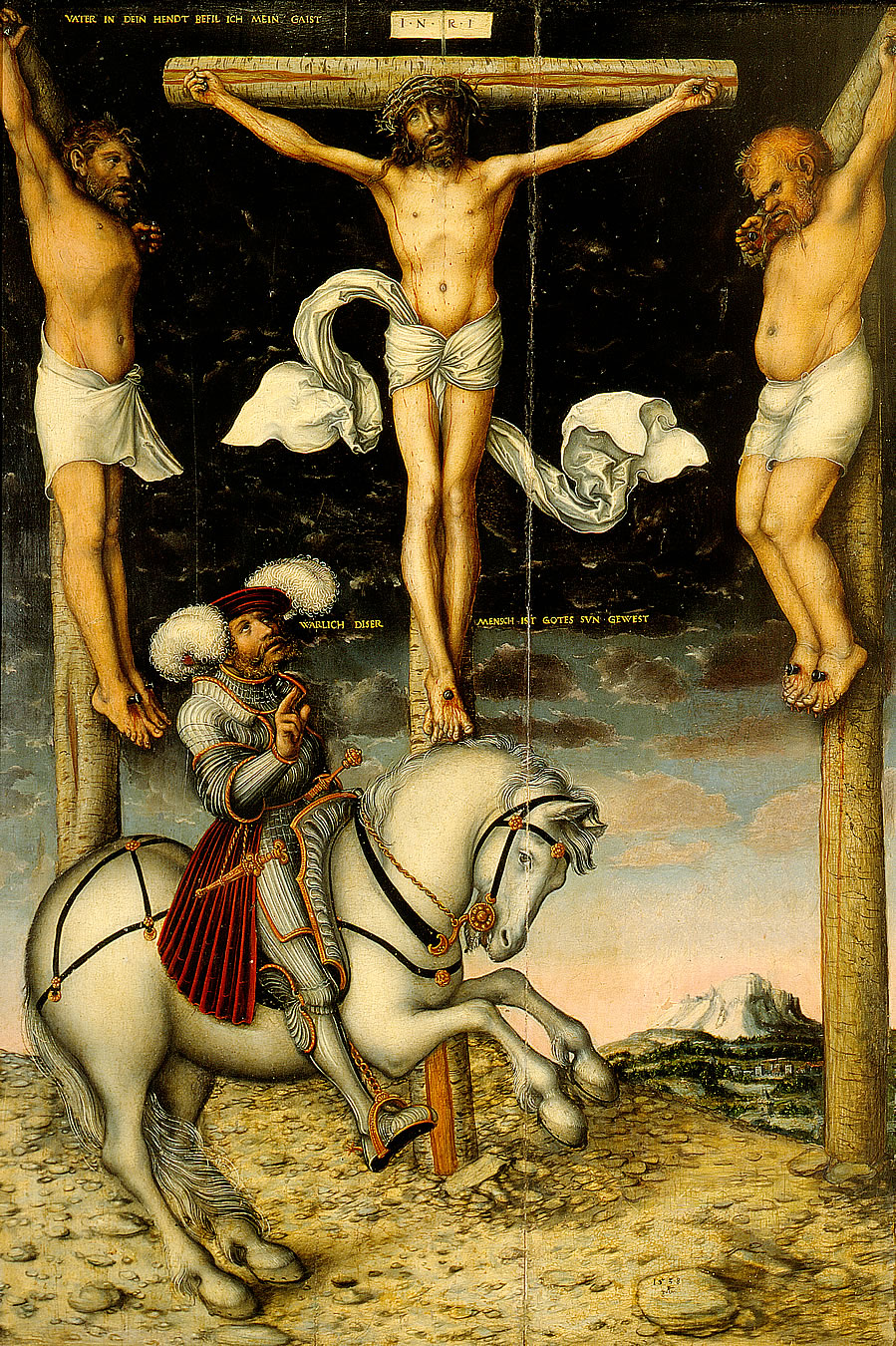
Original custodiado en el museo de Sevilla
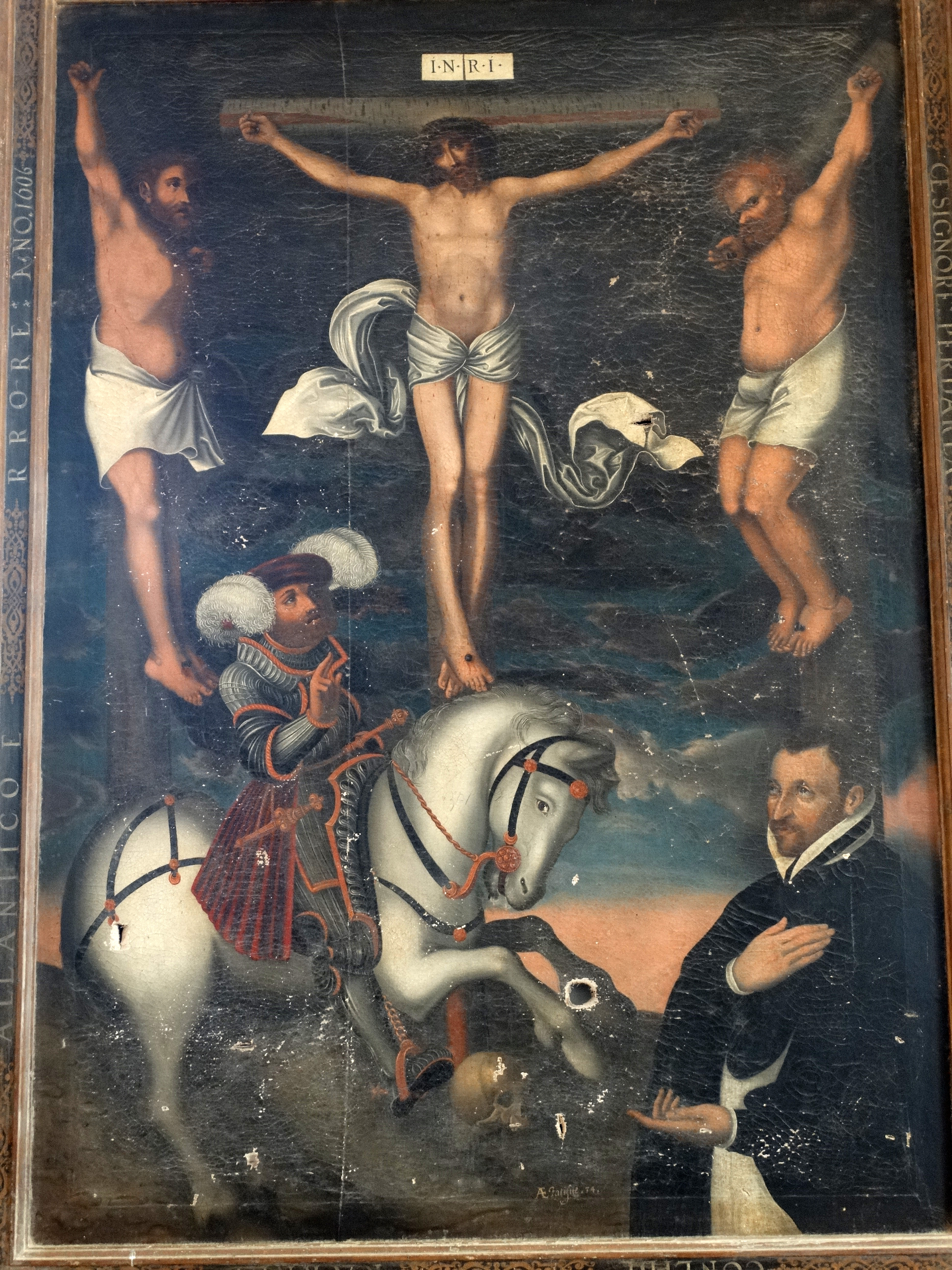
Copia de Conversión de Longinos en la sacristía

### El órgano musical

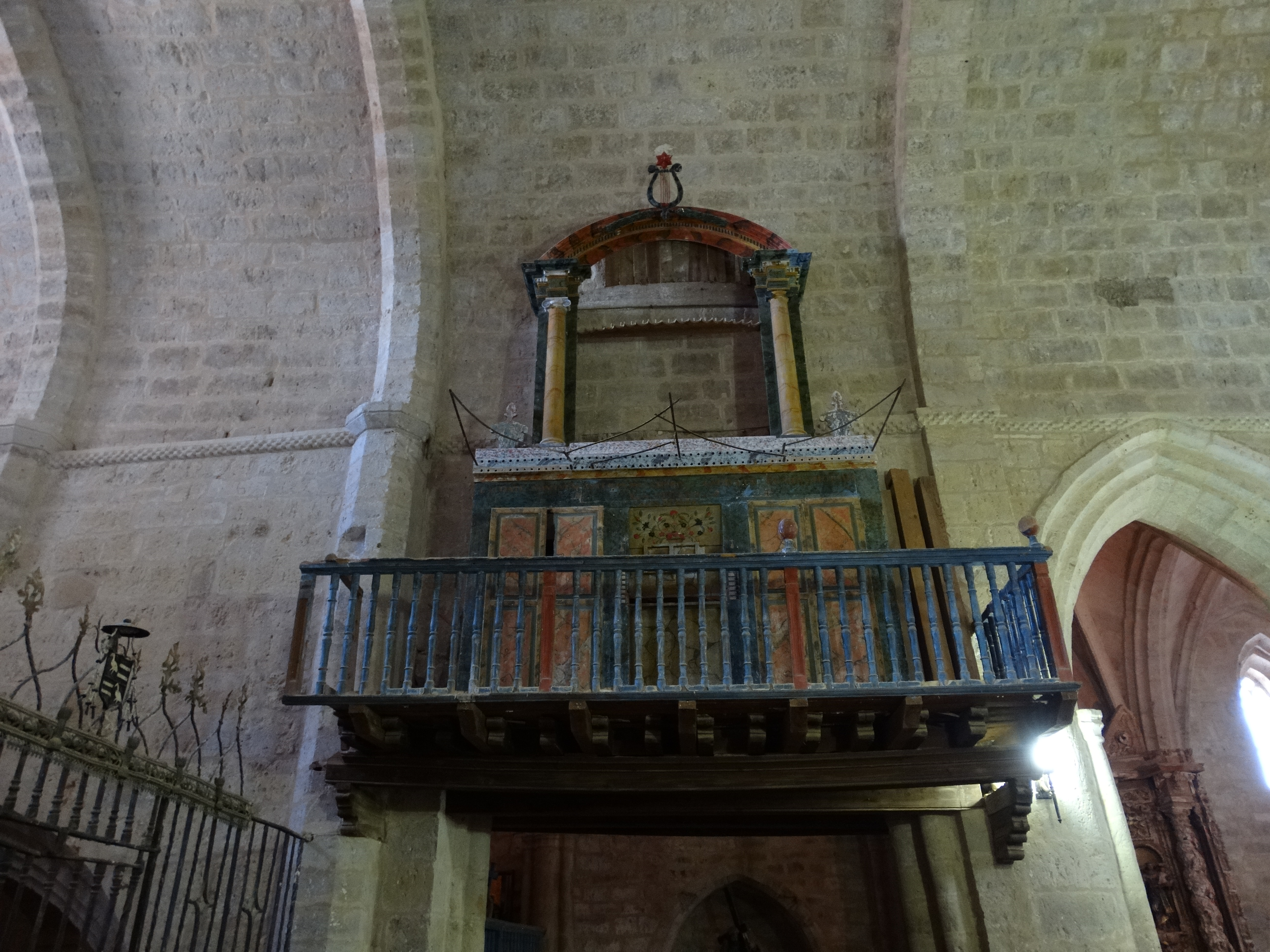
El órgano en su tribuna de madera

Hay un órgano, a los pies en el lado del Evangelio, colocado en una tribuna con barandilla de madera. Ha quedado aislado y sin comunicación al desaparecer el antiguo coro alto pero en 1983 se pudo hacer un pequeño estudio accediendo desde el coro desaparecido. Lo construyó José Otorel en 1848 y el pintor Nicolás López lo pintó en 1858.
Es un órgano barroco de caja neoclásica, de escuela castellana, hecho en madera de pino para sustituir a uno anterior del maestro Valentín Ballesteros de 1777. En el libro de fábrica de la iglesia quedó constancia de los 500 reales pagados «al maestro organero de la ciudad de Palencia D. José Otorel por la construcción del nuevo órgano que ejecutó para esta iglesia.»
La iglesia cuenta además con un coro bajo a los pies que se cierra con una reja gótica de fines del siglo XV en cuyo centro se ve el escudo del arcediano Juan García de Ubaldes; con una pila bautismal del siglo XVI adornada con gallones y con un sencillo púlpito de hierro forjado.

Iglesia de Santa María del Castillo
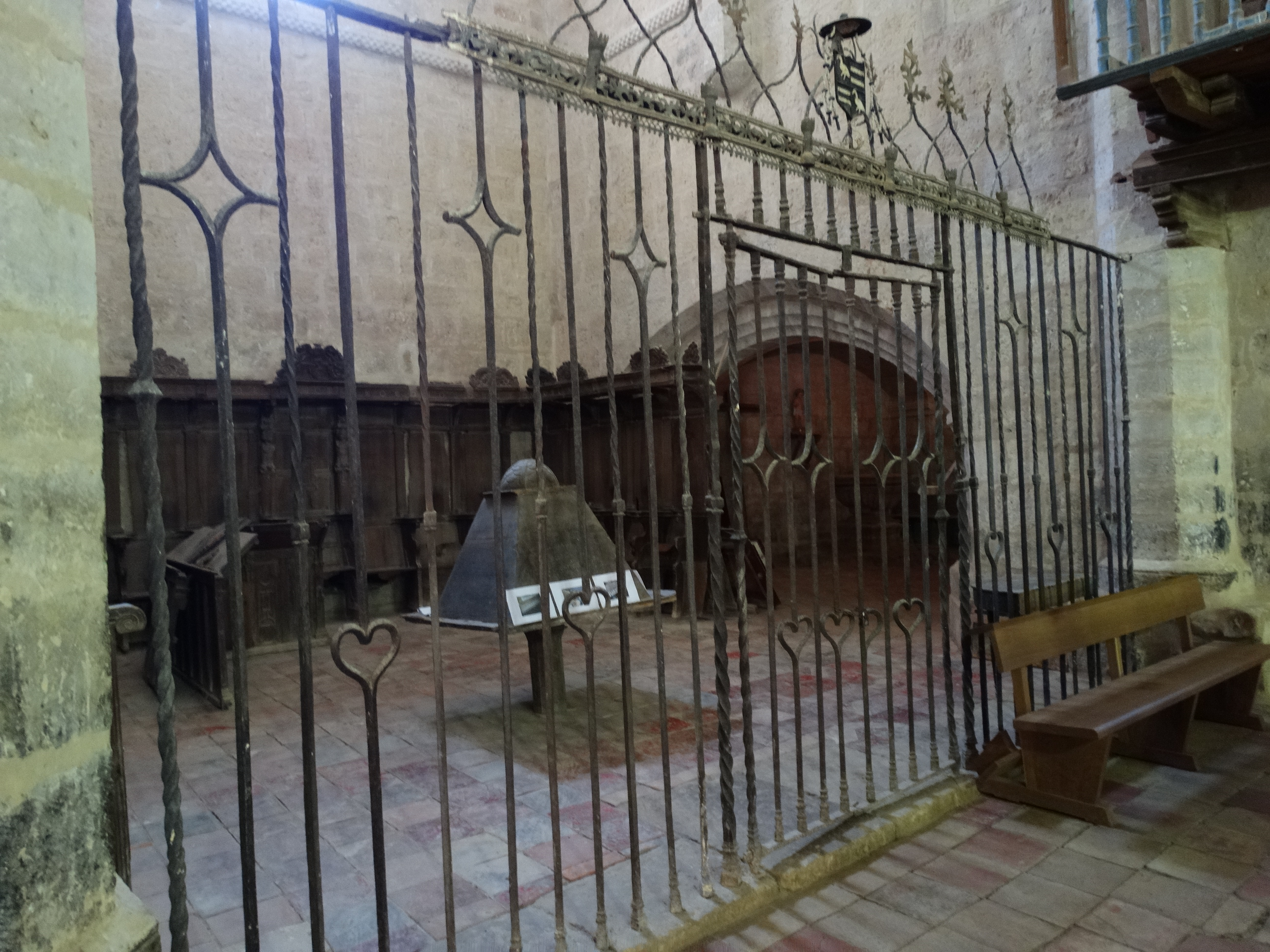
Coro con el escudo del arcediano
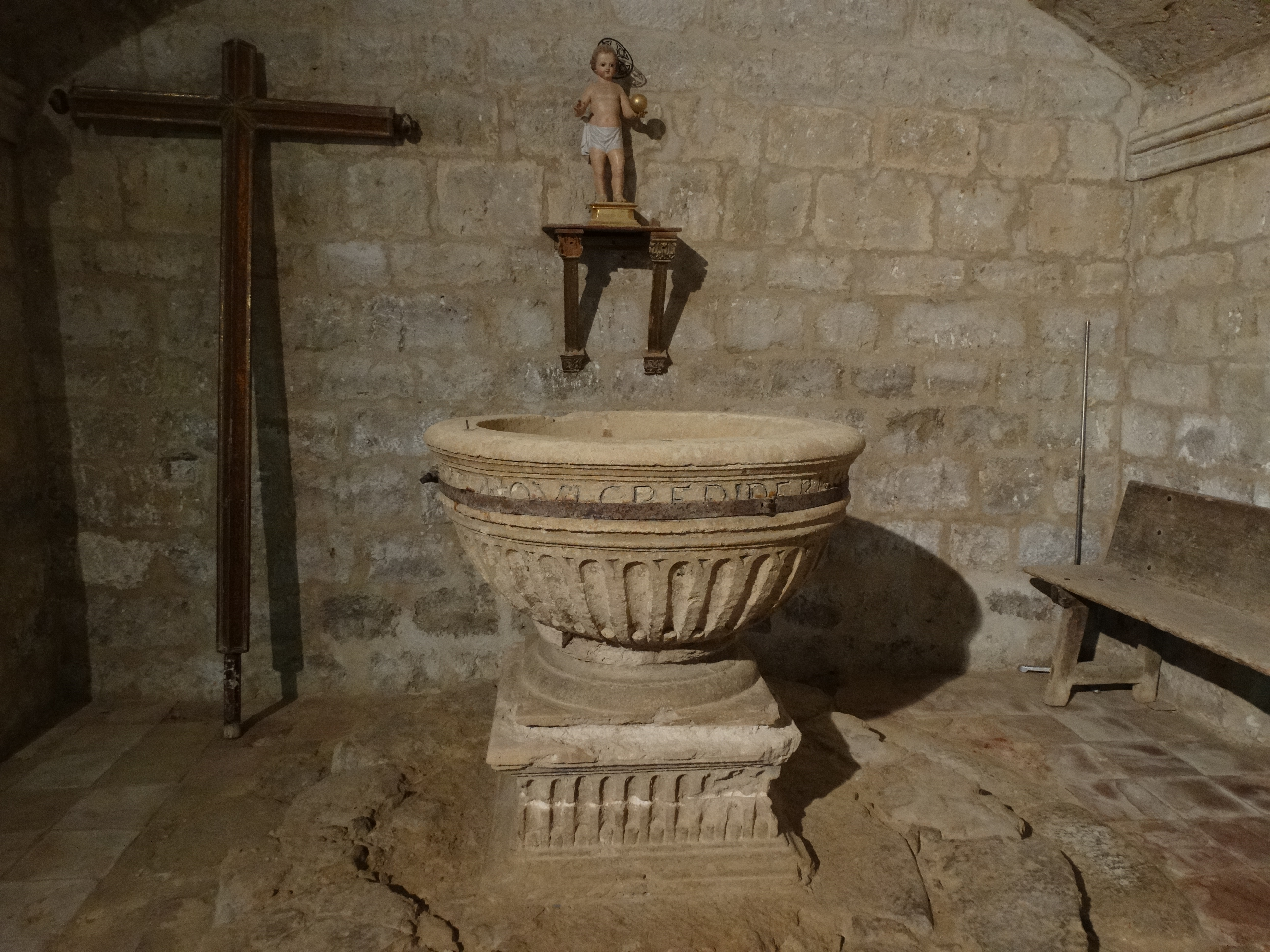
Pila bautismal gallonada
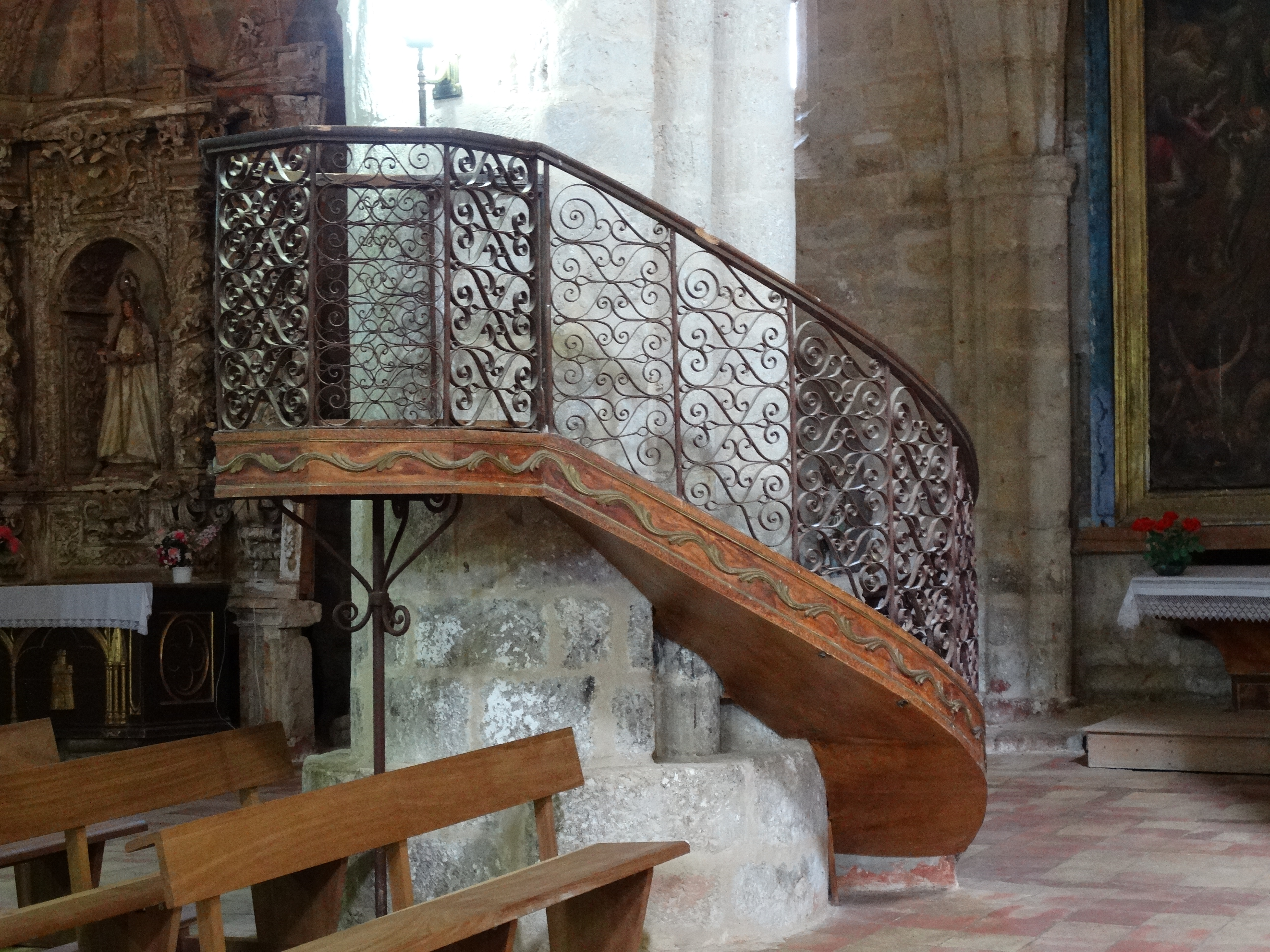
Púlpito y escalera en hierro forjado